# Stanislas Wawrinka
Stanislas Wawrinka (/stanislas vavʁiŋka/), également connu sous la forme abrégée Stan Wawrinka, né le 28 mars 1985 à Lausanne, est un joueur de tennis suisse, professionnel depuis 2002.
Il remporte seize titres en simple sur le circuit ATP, dont trois tournois du Grand Chelem : l'Open d'Australie en 2014, Roland-Garros en 2015 et l'US Open en 2016. Il est le deuxième joueur suisse à remporter un tournoi du Grand Chelem après Roger Federer, avec qui il remporte par ailleurs la médaille d'or en double aux Jeux olympiques de 2008 à Pékin et la Coupe Davis 2014 sous les couleurs de la Suisse. Sur le circuit ATP, il remporte trois autres titres en double.
Au classement ATP, il atteint la troisième place en janvier 2014, année de sa victoire à l’Open d’Australie et de son seul titre en Masters 1000 à Monte-Carlo face à Roger Federer. Après sa victoire à l'US Open en septembre 2016, il retrouve à nouveau la troisième place au classement ATP.
Il est parfois surnommé « Stan the Man », ou encore « Stanimal » en référence à sa puissance.

## Biographie
Le nom « Wawrinka » est d'origine polonaise, son père Wolfram étant né en Allemagne, tandis que son grand-père paternel est originaire d'une région frontalière entre la Pologne et la République tchèque, et sa mère Isabelle est suisse. Ils sont tous les deux fermiers. Il a un frère aîné, Jonathan, professeur de tennis ainsi que deux jeunes sœurs, Djanaée et Naella, également joueuses de tennis. Stanislas a grandi dans le petit village vaudois de Saint-Barthélemy, près de Lausanne. Lorsqu'il a onze ans, Dimitri Zavialoff, son entraîneur jusqu'à ses vingt-cinq ans, le fait passer au revers à une main. Il est élève en école Steiner-Waldorf jusqu'à ses 14 ans, lorsqu'il part travailler son tennis en Espagne.

## Carrière

### 2002-2004: débuts
Stanislas Wawrinka fait ses premiers pas en tant que professionnel à dix-sept ans sur le circuit ITF, entraîné par Dimitri Zavialoff. Il atteint sa première finale début mars 2003 au tournoi « Futures » de Carthagène en Espagne, avant de remporter son seul tournoi du Grand Chelem junior, à Roland-Garros. La même année, il remporte deux tournois Challenger, à San Benedetto et Genève, et participe pour la première fois à des tournois ATP classés International Series, soit en bénéficiant de wild cards offertes par les organisateurs (Gstaad, Umag et Bâle), soit en sortant des qualifications (Amersfoort). À Amersfoort, son deuxième tournoi ATP, il remporte son premier match sur le circuit ATP face à Hugo Armando ; il passe également un tour à Umag en Croatie.
En 2004, en dépit de six participations, Wawrinka ne connaît pas la victoire en tournoi de l'ATP World Tour, mais s'impose dans les tournois Challengers de Barcelone et Genève et est finaliste à Saint-Pétersbourg, battu par Jean-René Lisnard. Il connaît aussi sa première sélection en Coupe Davis pour la rencontre Suisse-Roumanie, où il perd son seul match - en trois sets - face à Victor Hănescu.

### 2005-2007: premier titre ATP, deux finales en ATP 500, entrée dans le top 50
Wawrinka perce définitivement sur le circuit professionnel lors de la saison 2005. Il dispute sa première finale ATP en juillet à Gstaad, qu'il perd face à Gastón Gaudio (4-6, 4-6), et participe à trois des quatre tournois du Grand Chelem : Roland-Garros, Wimbledon et l'US Open. S'il est éliminé dès le premier tour à Wimbledon, il parvient à atteindre le troisième tour à Paris et New York. En septembre, Severin Lüthi l'appelle pour participer aux barrages de Coupe Davis que la Suisse dispute face à la Grande-Bretagne : Wawrinka remporte ses deux matchs joués face à Andy Murray (6-3, 7-65, 6-4) et Alan Mackin (7-5, 7-65) et permet à son pays de se maintenir dans le groupe mondial. Il termine la saison au 55e rang mondial, ce qui représente un gain de 114 places en un an.
Il lance sa saison 2006 avec une demi-finale au tournoi d'Auckland en Nouvelle-Zélande où il se fait éliminer par Mario Ančić (3-6, 1-6). En avril, il atteint de nouveau une demi-finale à l'Open de Barcelone, catégorisé International Series Gold, qu'il perd face à Tommy Robredo (4-6, 4-6). Après des défaites dès le premier tour à cinq tournois successifs, dont Roland-Garros, Wawrinka réalise une bonne performance à Wimbledon puisqu'il y atteint le 3e tour après avoir battu deux joueurs mieux classés que lui. C'est encore Mario Ančić, alors 10e mondial, qui l'élimine en quatre sets. Le mois suivant, il parvient en finale à Umag où il profite de l'abandon de Novak Djokovic dans le tie-break du premier set (61-63), et remporte ainsi le premier titre ATP de sa carrière à vingt-et-un ans. Cette victoire est suivie par une belle performance au 2e tour du Masters de Cincinnati où il maîtrise le no 4 mondial David Nalbandian avant de s'incliner face au no 13 Fernando González. Le même enchaînement a lieu en octobre à Bâle : Wawrinka élimine Nalbandian en quarts avant que Fernando González, alors monté au 7e rang mondial, l'écarte de nouveau. Finalement, il achève l'année 2006 à la trentième place mondiale.
En 2007, après un début timide (défaites dès le premier tour à Doha et Auckland), Stanislas Wawrinka parvient au troisième tour de l'Open d'Australie, éliminé par le no 2 Rafael Nadal. Lors d'un entraînement à la veille d'un match de Coupe Davis contre l'Espagne début février, il se déchire le ligament latéral interne du genou droit et doit se rendre indisponible durant trois mois. Il fait son retour en mai à Rome mais s'incline dès le premier tour dans sept des huit tournois qu'il dispute ensuite. Il ne franchit le premier tour qu'à Roland-Garros face à Rubén Ramírez Hidalgo, après avoir été mené deux manches à zéro. Mi-juillet, il atteint la finale du tournoi de Stuttgart où il est battu par Rafael Nadal. Il réussit également une bonne performance à l'US Open puisque pour la première fois de sa carrière, il atteint les huitièmes de finale d'un Grand Chelem où Juan Ignacio Chela l'élimine en cinq sets (6-4, 2-6, 66-7, 6-1, 4-6). Après trois défaites consécutives en barrages de Coupe Davis et à Metz, il se ressaisit à l'Open de Vienne où seul le Serbe Novak Djokovic, alors no 3 mondial, l'arrête en finale (4-6, 0-6). Enfin, après des défaites au Masters de Madrid (1er tour) et à Bâle (2e tour), Wawrinka obtient ses derniers succès à Bercy où il s'incline au 3e tour face à Rafael Nadal (4-6, 3-6). Il termine sa saison au 36e rang mondial.

### 2008: première finale en Masters 1000, médaille d'or en double aux JO, entrée dans le top 10
Stanislas Wawrinka commence bien l'année 2008, puisqu'il atteint la finale du tournoi de Doha contre Andy Murray, qu'il perd (4-6, 6-4, 2-6). Au tournoi ATP de Sydney, Wawrinka est éliminé d'entrée par le Russe Dmitri Toursounov (3-6, 3-6).
À l'Open d'Australie, il élimine le Français Julien Benneteau (6-3, 6-3, 6-3) avant d'abandonner face à un autre Français, Marc Gicquel au deuxième tour. En février, lors de l'Open 13 à Marseille, Wawrinka élimine Sébastien Grosjean avant d'être éliminé par Andy Murray (6-3, 65-7, 1-6), futur vainqueur du tournoi. Un mois plus tard, à Dubaï, il est éliminé dès le premier tour face au Tchèque Jan Hernych, issu des qualifications. Au premier Masters de la saison, Indian Wells, Wawrinka accède aux quarts de finale (après avoir battu, notamment, Márcos Baghdatís et Tomáš Berdych). Mais il s'incline face au Serbe Novak Djokovic à ce stade (65-7, 2-6). Son parcours au Masters de Miami s'achève au 2e tour contre le Suédois Robin Söderling.
Sa saison sur terre battue est marquée par une demi-finale à Barcelone où il bat notamment David Nalbandian, sur le score de (6-3, 6-1), avant de s'incliner (68-7, 3-6) face à David Ferrer. Au Masters Series de Rome, il accède pour la première fois à une finale dans cette catégorie de tournois Masters 1000. Pour ce faire, il a notamment battu les Américains numéro 8 et 6 mondial James Blake et Andy Roddick en quart de finale et demi-finale,. Il s'incline finalement de justesse en trois sets en finale du tournoi contre le Serbe Novak Djokovic numéro trois mondial lors d'un match tendu et accroché (6-4, 3-6, 3-6).
À Roland-Garros, il s'incline au 3e tour contre le Chilien Fernando González vingt-quatrième mondial, après avoir pourtant remporté les 2 premiers sets. Ensuite, il est éliminé lors de son tout premier huitième de finale à Wimbledon et son deuxième en Grand Chelem par le Russe Marat Safin en quatre sets.
Aux Jeux olympiques, il est éliminé en 1/16 de finale par l'Autrichien Jürgen Melzer. Mais malgré cette décevante défaite pour Stanislas Wawrinka, il devient champion olympique de double le 16 août 2008 aux côtés de Roger Federer, en battant en finale en 4 sets (6-3, 6-4, 67-7, 6-3) les Suédois Thomas Johansson et Simon Aspelin, après avoir notamment battu en demi-finale la paire numéro un mondiale composée des deux frères américains Bob et Mike Bryan,.
Il est de retour sur les courts en simple pour l'US Open où il réalise un bon parcours, battant Simone Bolelli, Wayne Odesnik et Flavio Cipolla avant de s'incliner en huitièmes de finale (1-6, 3-6, 3-6) contre le futur finaliste Andy Murray. Wawrinka dispute 4 tournois en octobre, peu fructueux puisqu'il ne passe qu'un seul tour au Masters de Madrid en battant Philipp Kohlschreiber. Il s'incline au premier tour de l'Open de Vienne, de l'Open de Bâle et au deuxième tour du Masters de Paris-Bercy exempt de premier tour. Il achève tout de même sa saison sur une note relativement positive, pointant à la 13e place du classement ATP.

### 2009: saison sans titre, demi-finale à Monte-Carlo
Wawrinka commence sa saison avec l'Open de Chennai, en tant que tête de série no 2, mais s'incline dès son entrée en lice contre Flavio Cipolla, Italien sorti des qualifications. Cependant, associé en double à Jean-Claude Scherrer, l'équipe suisse parvient à atteindre la finale du tournoi indien. Pour le premier Grand Chelem de l'année, l'Open d'Australie, Wawrinka s'impose face à Ivo Minář, puis, contre l'invité australien Brydan Klein, avant d'échouer au troisième tour en quatre sets face à Tomáš Berdych.
Il décide de participer par la suite à la Coupe Davis face aux États-Unis pour défendre les couleurs de son pays. Après un premier simple remporté face à James Blake, il subit un échec sec contre Andy Roddick. Ayant précédemment perdu le double, la Suisse s'incline donc en l'absence de Roger Federer, blessé. Resté en Amérique, il participe aux Masters d'Indian Wells et de Miami, pour y subir dans chacun des deux Masters 1000 une défaite au stade des huitièmes de finale, premièrement face au Serbe Novak Djokovic, puis contre l'Espagnol Rafael Nadal.
En avril, Wawrinka commence la saison sur terre battue, avec comme premier tournoi le Masters de Monte-Carlo. Il y fait sensation en s'imposant 6-4, 7-5 contre son compatriote et tête de série no 2 Roger Federer en huitièmes de finale. Il s'offre par la suite une victoire face au qualifié Andreas Beck avant d'être stoppé dans le dernier carré du tournoi par Novak Djokovic. Par la suite, il se rend en Italie pour y disputer le Masters de Rome, où Juan Martín del Potro le maîtrise dès les huitièmes de finale.
Wawrinka participe ensuite à Roland-Garros mais ne va pas plus loin que le 3e tour où, opposé à Nikolay Davydenko (ATP 11), il s'incline en trois sets. Lors du tournoi de Wimbledon, il joue en huitième de finale un des meilleurs matchs de sa carrière face au Britannique no 3 mondial Andy Murray, bien que celui-ci emporte la partie après 3 h 56 de jeu intense en cinq sets (6-2, 3-6, 3-6, 7-5, 4-6). Ce match marque Wimbledon, étant le premier de l'histoire de la quinzaine londonienne à se dérouler dans son intégralité dans les conditions de l'indoor. En 2009, Wimbledon est en effet équipé d'un toit.
À Gstaad, il est pour la deuxième année consécutive tête de série no 1. Après un succès face à l'Argentin Federico Delbonis, il s'incline face au Brésilien Thomaz Bellucci (4-6, 4-6), futur vainqueur du tournoi suisse. Le Suisse commence sa tournée américaine au Masters du Canada. Il y gagne aisément son premier tour (6-4, 6-1) contre Nicolas Kiefer, puis son second tour face à Andrey Golubev sur le score de 7-5, 6-4. Stanislas affronte son compatriote et ami Roger Federer, no 1 mondial en huitième de finale contre lequel il s'incline (3-6, 6-7). Également associé en double avec Philipp Kohlschreiber, le duo s'incline dès leur entrée en lice. Le Masters 1000 de Cincinnati est un échec pour Stanislas, qui échoue directement contre David Ferrer (5-7, 2-6). À New York, l'US Open se solde par une étonnante déception puisqu'il est éliminé au premier tour par Nicolás Lapentti, 163e au classement ATP, alors qu'il était en total maîtrise du match (4-6, 3-6, 7-6, 7-6, 6-3).
En octobre, Wawrinka se rend en Asie pour y disputer l'Open du Japon, où il échoue en 1/4 de finale contre Gaël Monfils, puis le Masters de Shanghai, achevé d'une défaite au troisième tour contre Radek Štěpánek. Sa fin de saison a lieu à l'Open de Bâle. Il y passe deux tours qu'il empoche face à Ivan Ljubičić et Jarkko Nieminen, avant d'être stoppé en 1/4 de finale face au futur vainqueur du tournoi suisse, Novak Djokovic.

### 2010: premier quart de finale en Grand Chelem à l'US Open et deuxième titre ATP
Wawrinka entame sa saison en Inde à l'Open de Chennai. Il parvient à atteindre la finale, où le Croate Marin Čilić l'empêche de décrocher un second titre ATP, sur le score de 6-7, 6-7. À l'Open d'Australie, ses succès en trois sets sur Guillermo García-López et Igor Kunitsyn sont suivis d'un nouvel échec face à Čilić.
Après un forfait pour le Masters d'Indian Wells ainsi qu'une défaite au troisième tour de celui de Miami face à Mikhail Youzhny, il se rend au Maroc pour y disputer le tournoi de Casablanca. Il remporte la finale face à Victor Hănescu (6-2, 6-3) et s'octroie le second titre de sa carrière ATP. Wawrinka poursuit la saison à Monaco, pour y disputer le premier Masters 1000 sur terre battue. Après un nouveau succès face à Hănescu, puis contre Ernests Gulbis, il s'incline face à Novak Djokovic en deux sets (4-6, 4-6). Aux Masters 1000 de Rome, le Suisse arrive à atteindre les quarts de finale, en éliminant notamment Robin Söderling et Tomáš Berdych.
Fin mai, Wawrinka se rend à Roland-Garros, où il atteint les huitièmes de finale avant que son compatriote Roger Federer ne le stoppe en trois sets. Avant de se diriger à Londres pour y disputer Wimbledon, Wawrinka décide de faire sa préparation en Suisse, au Challenger de Lugano, qu'il remporte aisément. Finalement, le Grand Chelem londonien s'achève prématurément pour lui, avec une défaite dès son entrée en lice face à Denis Istomin.
À la fin de la tournée américaine, après des échecs aux seconds tours des Masters de Toronto (face à Julien Benneteau) et de Cincinnati (face à Rafael Nadal), il crée la surprise à New York durant l'US Open, où, au troisième tour, il élimine Andy Murray, un des favoris du tournoi, en quatre sets. Il bat ensuite le dernier Américain en lice Sam Querrey au terme d'un match marathon (7-6, 6-7, 7-5, 4-6, 6-4) pour atteindre les quarts de finale d'un tournoi du Grand Chelem pour la première fois de sa carrière. Il est défait aux portes du dernier carré du tournoi par Mikhail Youzhny. Wawrinka termine sa saison à la 22e place du classement ATP, avec comme dernier tournoi l'Open de Valence, où Gaël Monfils se défait de lui au second tour, en deux sets.

### 2011: quart de finale à l'Open d'Australie et un titre ATP
Après avoir rendu publique l'annonce de sa séparation avec sa femme, Stanislas Wawrinka commence 2011 d'une façon très convaincante en décrochant l'Open de Chennai, dont il est tête de série no 3 face à Xavier Malisse. Il s'agit là du troisième titre de sa carrière. Il poursuit avec un bon parcours à l'Open d'Australie, en passant quatre tours, en dominant notamment Gaël Monfils en seizième de finale (7-6, 6-2, 6-3) et Andy Roddick en huitième (6-3, 6-4, 6-4). Alors que Stanislas Wawrinka n'avait pas lâché un set depuis le début du tournoi, il est maîtrisé dans un quart de finale 100 % suisse par Roger Federer (1-6, 3-6, 3-6). Ce tournoi du Grand Chelem lui permet de revenir dans le top 15 (14e) pour la première fois depuis 2008.
En février, Wawrinka se rend en Argentine pour y disputer le tournoi de Buenos Aires, abordant la surface de la terre battue en tant que tête de série no 2, où il réalise un parcours le menant jusqu'en demi-finale, alors dominé par Juan Ignacio Chela en deux sets secs (2-6, 2-6). Poursuivant ce début de saison en Amérique latine, il se rend au Mexique pour y disputer le tournoi d'Acapulco. Après un premier tour empoché face à Pablo Andújar en trois sets, il se hisse en quart de finale après un match marathon face à Fabio Fognini (5-7, 6-3, 7-5), avant de s'incliner face à Alexandr Dolgopolov, sur le score de 4-6, 6-7.

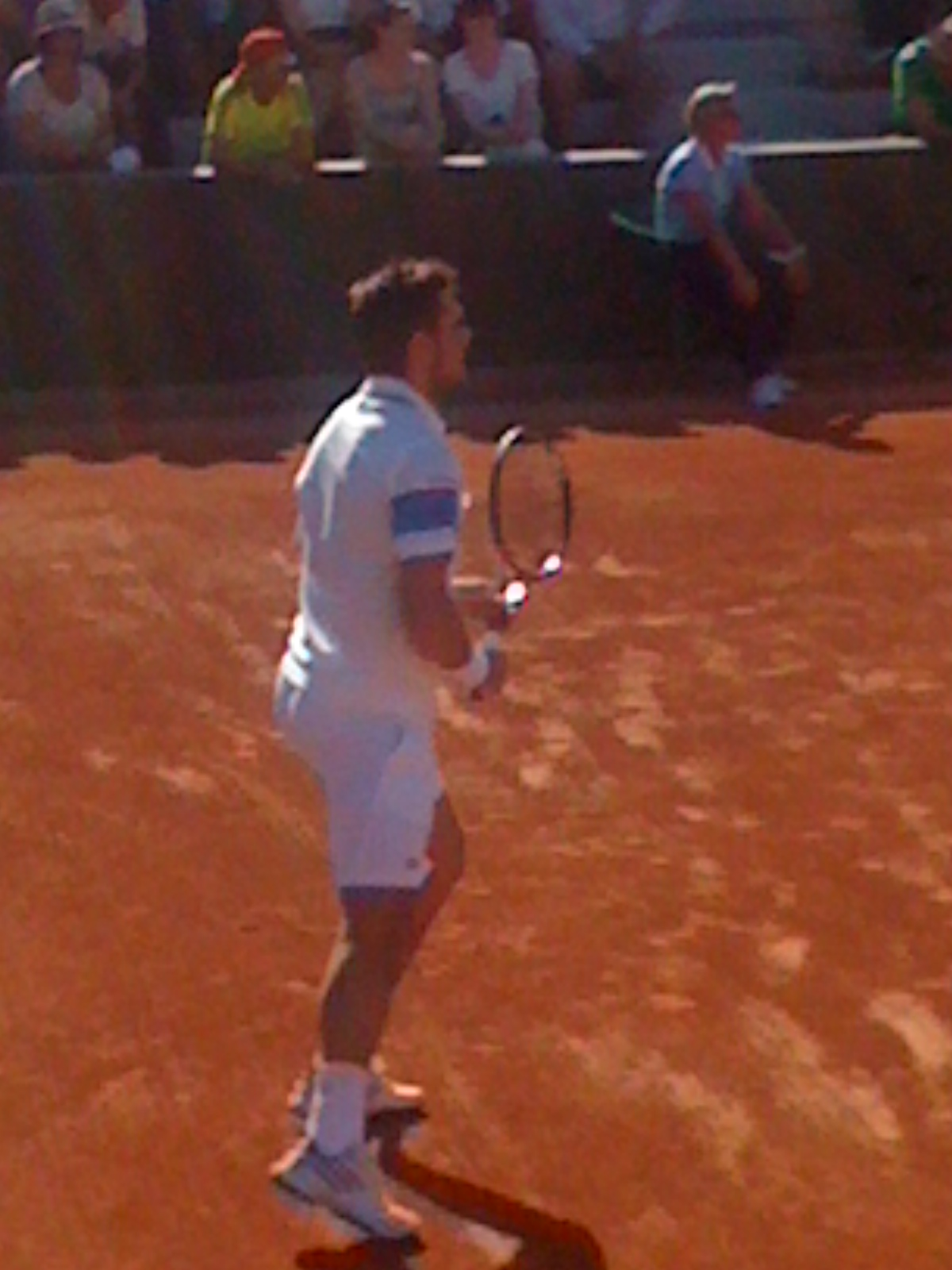
À Roland-Garros en 2011.

En mars, Stanislas Wawrinka se rend en Californie pour participer aux Masters d'Indian Wells. Il se montre très solide avec des victoires sur Nikolay Davydenko, Marin Čilić et Tomáš Berdych, avant que Roger Federer ne le domine en deux sets (3-6, 4-6). D'ailleurs, c'est avec ce compatriote qu'il dispute le double du tournoi. Ils n'avaient pas joué ensemble depuis septembre 2008 en Coupe Davis, juste après leur victoire olympique à Pékin. Les deux Suisses écrasent la paire tête de série no 2 composée de Max Mirnyi et Daniel Nestor (6-1, 6-2) dès leur entrée en lice. Ils s'imposent ensuite face au duo français Benneteau/Gasquet, maîtrisent Mark Knowles et Michal Mertiňák pour finalement accéder à la finale après un succès face aux Espagnols tenants du titre, Marc López et Rafael Nadal. Néanmoins, ils s'inclinent contre Alexandr Dolgopolov et Xavier Malisse, sur le score de 4-6, 7-6 et 7-10 au super tie-break. Stanislas Wawrinka dispute par la suite le Masters de Miami, où une déception se forme dès son entrée en lice avec une défaite contre Marcel Granollers en trois sets, en encaissant un difficile 6-0.
La suite de la saison sur terre battue se montre décevante pour Wawrinka : en effet, sa défaite au premier tour à Miami se voit réitérer deux fois, à Munich contre Dustin Brown et à Madrid contre Guillermo García-López. Il parvient tout de même à accéder au troisième tour du Masters 1000 de Rome, où il est éliminé par le Serbe Novak Djokovic, invaincu de la saison jusque-là.
À Roland-Garros, le Suisse passe ses deux premiers tours face à Augustin Gensse (4-6, 6-3, 6-4, 6-2) et Thomas Schoorel (6-3, 6-2, 6-4) puis s'octroie une place en huitième de finale après une impressionnante victoire face à Jo-Wilfried Tsonga après avoir été mené 6-4, 7-6, 4-1. Cependant, le scénario de l'an passé des Internationaux de France est identique : son compatriote Roger Federer se défait de lui en trois sets (3-6, 2-6, 5-7).
Pour son premier match de la saison sur herbe, au tournoi anglais du Queen's, il subit un lourd échec face à l'invité britannique James Ward, 216e à l'ATP. Wimbledon succède à la préparation pour ce prestigieux Grand Chelem londonien. Après une victoire aisée sur Potito Starace, le compatriote de ce dernier Simone Bolelli se défait de Stanislas en trois sets. En juillet, le Suisse joue à domicile à Gstaad où, après une victoire contre Peter Luczak, il subit un échec face au futur vainqueur du tournoi suisse Marcel Granollers.
Les débuts de Stanislas Wawrinka pour la tournée américaine sur dur ont lieu lors du Masters du Canada à Montréal. Après un premier match convaincant face à David Nalbandian, il enchaîne par deux victoires pour se retrouver en quart de finale. Il perd ce match face à l'Américain Mardy Fish en trois sets, mais cette performance lui permet néanmoins de passer de la 17e à la 13e place mondiale.
Stanislas Wawrinka n'enchaîne cependant pas brillamment. Après une élimination au premier tour du Masters de Cincinnati, il réussit à passer un tour à l'US Open avant de perdre contre l'Américain Donald Young, alors 84e mondial. Peu après son élimination, Stanislas Wawrinka se déplace en Australie pour défendre les couleurs de la Suisse et réintégrer son équipe dans le groupe mondial de la Coupe Davis. Après avoir perdu le premier simple face à Bernard Tomic, et après avoir perdu le double aux côtés de Roger Federer, Stanislas Wawrinka arrive néanmoins à remporter le point décisif, opposé à Lleyton Hewitt. Peu après, Stanislas Wawrinka accède aux huitièmes de finale du Masters de Shanghai, où il prend sa revanche sur Donald Young, qui l'avait éliminé lors de l'US Open. Andy Murray se défait toutefois du Suisse par la suite en trois sets.
Wawrinka participe à l'Open de Stockholm où il s'incline 2e tour contre au Jarkko Nieminen. Le Suisse réalise ensuite un bon parcours à Open de Bâle, se faufilant jusqu'en demi-finale où il s'incline face au futur vainqueur du tournoi, son compatriote Roger Federer. Son élimination au premier tour du Masters de Paris-Bercy par John Isner clôture ainsi sa saison de 2011 qu'il termine donc à la 17e place.

### 2012: saison sans titre et décevante en Grand Chelem, demi-finale à Cincinnati
La saison 2012 de Wawrinka débute par un événement marquant, un changement de sponsor et une nouvelle raquette. Son premier tournoi de rodage est l'Open de Chennai, dont il est tenant du titre. Après avoir battu Édouard Roger-Vasselin assez difficilement, il est éliminé en quart de finale par le Japonais Go Soeda. Sa saison se poursuit par l'Open d'Australie. Après un premier tour bien négocié face au Français Benoît Paire, il rencontre Márcos Baghdatís, ancien finaliste, au second tour, pour s'offrir un duel face à Nicolás Almagro en seizième de finale. Il est battu en trois sets, et perd ainsi les bénéfices de son quart de finale de 2011 en Australie.
Wawrinka se prépare alors avec son compatriote et ami Roger Federer à la Coupe Davis, qui a lieu du 10 au 12 février. Il joue le premier match face à Mardy Fish qu'il perd en 5 sets (2-6, 6-4, 6-4, 1-6, 7-9). Roger Federer ne fait pas mieux puisqu'il perd lui aussi son simple contre John Isner en 4 sets (6-4, 3-6, 6-7, 2-6). La défaite des deux Suisses en double le lendemain face à Bob Bryan et Mardy Fish (6-4, 3-6, 3-6, 3-6) écarte définitivement toute chance de qualification de la Suisse pour les quarts de finale.
Wawrinka se rend à Buenos Aires pour y disputer la Copa Claro, où il avait atteint les demi finales la saison précédente. Il est stoppé au même stade de la compétition par Nicolás Almagro (4-6, 6-3, 5-7). La tournée sud-américaine se poursuit à Acapulco où il parvient une nouvelle fois en demi finale, mais il est arrêté cette fois par Fernando Verdasco (3-6, 3-6).
À Indian Wells, Wawrinka gagne son premier match face à Robby Ginepri (4-6, 6-4, 6-4). Au troisième tour, touché au genou, il s'incline face à Gilles Simon (4-6, 4-6).
Wawrinka reprend la compétition à Monte-Carlo, où il parvient jusqu'en quart de finale après avoir éliminé successivement Feliciano López (6-4, 6-1), Pablo Andújar (7-5, 6-4) et Nicolás Almagro (6-3, 6-3). Il est stoppé par Rafael Nadal qui le bat pour la huitième fois en huit rencontres sans que Wawrinka n'ait jamais réussi à lui prendre un set.
Stanislas Wawrinka poursuit sa saison sur terre battue à l'Open du Portugal où il atteint les quarts de finale, éliminant Iván Navarro (7-6, 6-1) et Robin Haase (6-1, 6-4). Il est battu par Juan Martín del Potro (6-7, 4-6) au cours d'une semaine néanmoins satisfaisante pour lui qui a été le seul joueur à inquiéter un peu ce joueur argentin.

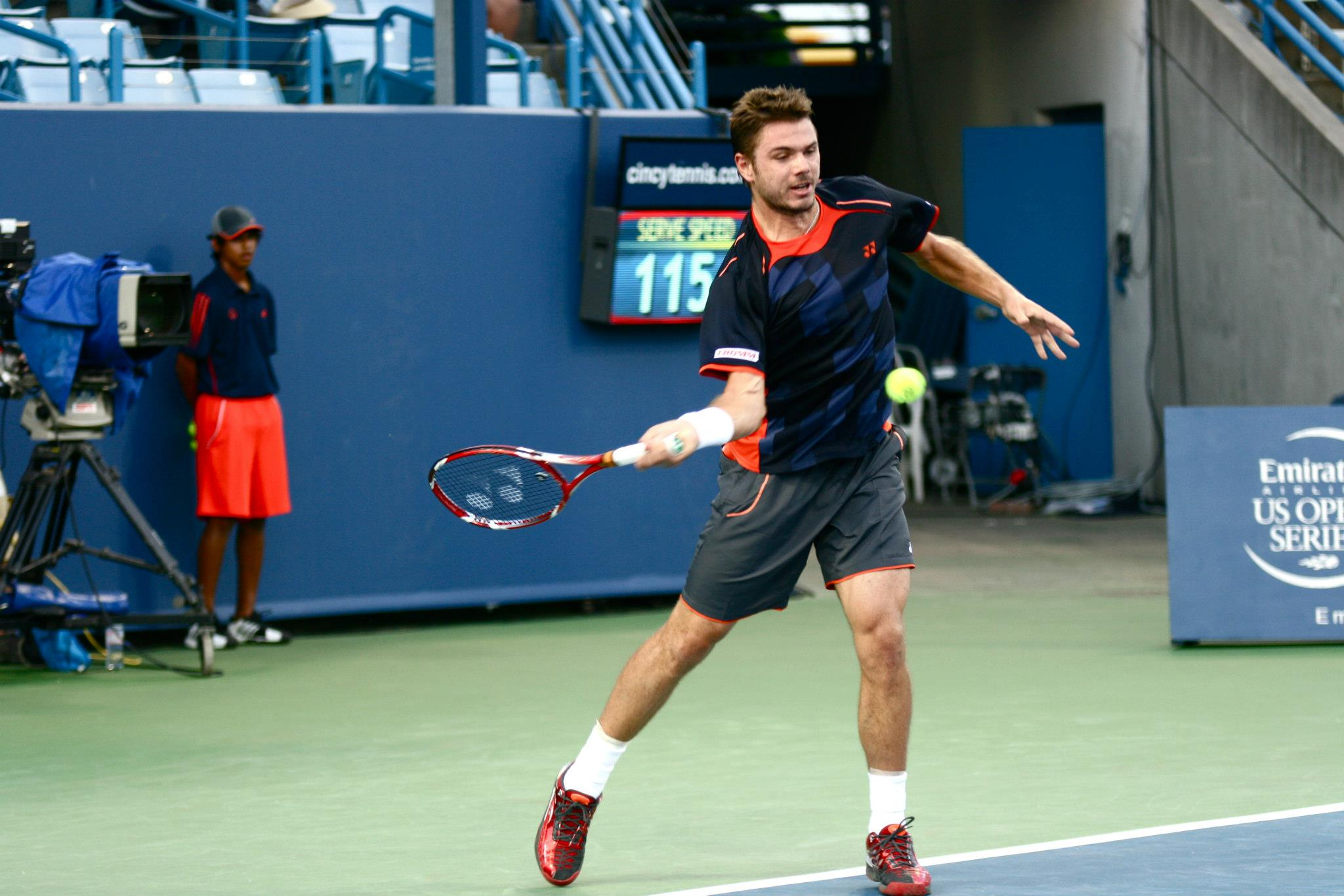
Lors du Masters 1000 de Cincinnati en 2012.

Au Masters de Madrid, Wawrinka va jusqu'en huitièmes de finale en battant Olivier Rochus (6-4, 7-6) et Jürgen Melzer (6-1, 6-4) avant d'être éliminé par Novak Djokovic (6-7, 3-6).
Au Masters de Rome, Wawrinka élimine à nouveau Robin Haase, plus difficilement cette fois (6-1, 4-6, 7-5) avant de sortir très facilement la tête de série no 8 Janko Tipsarević (6-3, 6-1) mais manque le coche au tour suivant face à Andreas Seppi (7-6, 6-7, 6-7), match durant lequel il s'est procuré 6 balles de match et a servi pour la victoire mais n'a pas su gérer la pression du public italien.
Stanislas Wawrinka enchaîne ensuite avec le tournoi de Roland Garros. Après une première semaine difficile l'opposant à Flavio Cipolla (6-3, 6-3, 4-6, 3-6, 6-2), Pablo Andújar (7-6,6-7, 6-2, 6-1) et Gilles Simon au troisième tour (7-5, 6-7, 6-7, 6-3, 6-2) lors d'un combat à rebondissements, il arrive en deuxième semaine et retrouve le Français Jo-Wilfried Tsonga pour un remake de l'année précédente. D'ailleurs, le match suit une physionomie similaire : après le gain des deux premières manches, le Français concède les deux suivantes au Suisse. Mais contrairement à l'année 2011 qui avait vu sortir le Suisse vainqueur, c'est Tsonga qui prend sa revanche en s'imposant 6-4, 7-6, 3-6, 3-6, 6-4. C'est la troisième fois consécutive que Wawrinka perd au stade des huitièmes de finale à Roland Garros.
Il se rend ensuite en Angleterre pour y disputer le Grand Chelem londonien, mais s'incline dès son entrée en lice contre l'Autrichien Jürgen Melzer.
Le 23 juillet 2012, il est désigné porte-drapeau de la délégation suisse pour les Jeux olympiques de Londres. Mais il est éliminé encore une fois d'entrée contre Andy Murray, futur vainqueur du tournoi. Il ne fait guère mieux en double puisque la paire Federer-Wawrinka est éliminée en huitième de finale contre la paire israélienne et spécialiste du double Jonathan Erlich et Andy Ram.
Après avoir déclaré forfait au Masters de Toronto, il participe au Masters de Cincinnati. Après une victoire compliquée (6-2, 3-6, 6-1) contre le revenant français Paul-Henri Mathieu, Wawrinka crée la surprise en éliminant le numéro 5 mondial David Ferrer qu'il n'avait plus battu depuis 2006 sur le score de 6-4, 6-1. Il continue son parcours en sortant facilement le Japonais Kei Nishikori, puis le canonnier canadien Milos Raonic, en reversant un match au cours duquel il est mené d'un set et d'un break dans le jeu décisif du 2e set, pour finalement s'imposer 2-6, 7-6, 6-4. Sa route s'arrête face à Roger Federer, de retour à la 1re place mondiale, qui le bat 7-6, 6-3. Cette bonne performance lui permettent de réintégrer le top 20 (19e).
À l'US Open, il passe deux premiers tours accrochés contre Serhiy Stakhovsky (6-7, 7-6, 6-4, 6-2) et Steve Darcis (6-7, 6-3, 4-6, 6-1, 7-5), il se montre beaucoup plus convaincant en sortant Alexandr Dolgopolov (6-4, 6-4, 6-2) mais s'incline sèchement au tour suivant contre Novak Djokovic.

### 2013: première demi-finale en Grand Chelem à l'US Open, deuxième finale en Masters 1000 et retour dans le top 10
Il commence sa saison 2013 par l'Open de Chennai en Inde où, après avoir battu facilement Cedrik-Marcel Stebe, il est défait dès les quarts de finale par le jeune espoir Slovène Aljaž Bedene en deux sets.
À l'Open d'Australie, il se hisse jusqu'en huitième de finale en battant à nouveau Stebe puis profitant de l'abandon de Tobias Kamke alors qu'il menait deux manches à rien. Au troisième tour, il élimine le géant Américain Sam Querrey en trois sets. Le 20 janvier 2013, il réalise un match exceptionnel de plus de cinq heures contre Novak Djokovic no 1 mondial, toutefois perdu en cinq sets, (6-1, 5-7, 4-6, 7-65, 10-12),.
Il participe ensuite à la Coupe Davis, où il est associé avec son partenaire Marco Chiudinelli, où ils affrontent la paire tchèque composée de Tomáš Berdych et Lukáš Rosol. Ils s'inclinent cependant (4-6, 7-5, 4-6, 7-63, 22-24), après 7 h 02 d'un match intense, le plus long de l'histoire de la Coupe Davis mais aussi le plus long match de double.
Il entame ensuite sa saison sur terre battue au tournoi de Buenos Aires, comme en 2012. Il parvient sans problème en demi-finale, où il affronte l'Espagnol Nicolás Almagro. Ce match tourne à l'avantage de Stanislas Wawrinka qui s'impose (6-3, 7-5). En finale, Wawrinka affronte le numéro quatre mondial David Ferrer. Il perd le premier set 6-4, mais parvient à se ressaisir pour empocher le deuxième 6-3. Cela n'est malheureusement pas suffisant, et Wawrinka finit par perdre le set décisif par 6 jeux à 1, laissant ainsi échapper une possibilité de remporter un 4e titre ATP. Il se dirige ensuite vers le tournoi d'Acapulco, où il se fait battre d'entrée par Fabio Fognini (2-6, 63-7).
Après cette tournée sur terre battue en Amérique du Sud, Wawrinka reprend le chemin des États-Unis pour y disputer le Masters 1000 d'Indian Wells. Il s'incline en huitièmes de finale face à son compatriote Roger Federer par (3-6, 7-64, 5-7) après 2 h 20 de jeu. Il fait ensuite l'impasse sur le Masters 1000 de Miami pour soigner quelques blessures.
Après cette interruption, il reçoit une wild-card pour le tournoi de Casablanca qu'il avait remporté en 2011. Il s'incline en demi-finale face à Tommy Robredo après avoir pourtant remporté le premier set 6-1. Lors du Masters de Monte-Carlo, il écrase le no 2 mondial Andy Murray (6-1, 6-2) en huitièmes de finale, mais s'incline au tour suivant, en quarts de finale, face à Jo-Wilfried Tsonga (6-2, 3-6, 4-6).
À la suite de cela, Wawrinka part disputer l'Open du Portugal. Après avoir été mené un set à rien face à l'Espagnol Albert Ramos, il survole son quart de finale et bat la révélation du tournoi en demi-finale, le jeune Pablo Carreño-Busta (6-3, 3-6, 6-1). En finale, il affronte et bat le 4e joueur mondial, David Ferrer, en deux petits sets (6-1, 6-4). Il s'offre ainsi le quatrième titre de sa carrière, le premier depuis 2011.
Il enchaîne la semaine suivante avec le Masters de Madrid, où il atteint la finale. Après avoir battu Marius Copil et Santiago Giraldo, il se hisse en quarts de finale en battant le jeune Grigor Dimitrov (3-6, 6-4, 6-1), tombeur du no 1 mondial Novak Djokovic au deuxième tour. Il poursuit en battant Jo-Wilfried Tsonga en trois sets (6-2, 69-7, 6-4), puis en sortant vainqueur de sa demi-finale contre le Tchèque Tomáš Berdych, où après un combat acharné et après avoir été mené d'un break dans la manche décisive, il se qualifie pour la finale (6-3, 4-6, 6-4) en 1 h 55, sa deuxième en Masters 1000 après Rome en 2008,. Il s'incline cependant contre Rafael Nadal (2-6, 4-6) en finale. Sa fantastique semaine lui permet néanmoins de retrouver le top 10, qu'il avait quitté en 2008.
Il confirme ce beau parcours le surlendemain au Masters 1000 de Rome, où il bat Carlos Berlocq, issu des qualifications, au premier tour. Néanmoins, touché à la cuisse, il décide de déclarer forfait pour le match suivant face à Alexandr Dolgopolov afin de ne pas se blesser pour Roland-Garros. Son tournoi de Roland-Garros commence d'ailleurs très bien, il passe en huitièmes de finale avec après battu Thiemo de Bakker, Horacio Zeballos et Jerzy Janowicz, la révélation du tournoi de Paris-Bercy 2012. Il joue face au Français Richard Gasquet, tête de série numéro 7, à l'occasion de son 12e huitième de finale en Grand Chelem. Après avoir perdu les deux premiers sets, il réussit un incroyable come-back pour finalement s'imposer (65-7, 4-6, 6-4, 7-5, 8-6) en 4 h 15 de jeu. Il s'offre ainsi le droit de défier Rafael Nadal pour le 3e quart de finale de sa carrière en Grand Chelem, le premier à Roland-Garros, et conforte ainsi sa place de 10e mondial. L'exploit n'a néanmoins pas lieu, Stanislas s'inclinant après 1 h 53 de jeu en trois petits sets (2-6, 3-6, 1-6) en commettant trop de fautes directes.
La saison sur gazon commence ensuite bien pour Stanislas avec le tournoi de Bois-le-Duc, où il est tête de série numéro 2. Il a fait honneur à ce statut en se qualifiant pour la première finale de sa carrière sur gazon, où il perd en deux sets face au Français Nicolas Mahut.
Il entame ensuite le troisième Grand Chelem de la saison à Wimbledon, où il est placé dans la moitié de tableau la plus relevée en matière de têtes de séries, avec par exemple la présence de Murray (2), Federer (3), Nadal (5) ou encore Tsonga (6). Il est cependant surpris dès le premier tour par un ancien vainqueur et ancien numéro 1 mondial, Lleyton Hewitt sur le score net de (4-6, 5-7, 3-6). Il ne fait donc pas mieux que l'année précédente, où il avait été aussi vaincu au premier tour du tournoi.
Au tournoi de Gstaad, il revient très attendu, en tant que tête de série numéro 2. Après avoir éliminé Daniel Gimeno-Traver au premier tour, il doit abandonner dans le troisième set de son quart de finale pour cause de douleurs au dos. Cela marque la fin de sa saison sur terre battue.
Au Masters 1000 de Montréal, Stanislas est impuissant face à son ami Benoît Paire, 27e mondial. Il perd en deux sets après avoir eu une balle de set dans le second. Ce deuxième tour combiné à l'élimination de Richard Gasquet lui permet néanmoins de retrouver la 9e place mondiale au classement ATP, son meilleur classement. C'est de courte durée à la suite de son élimination au deuxième tour du tournoi de Cincinnati, où il avait une demi-finale à défendre.

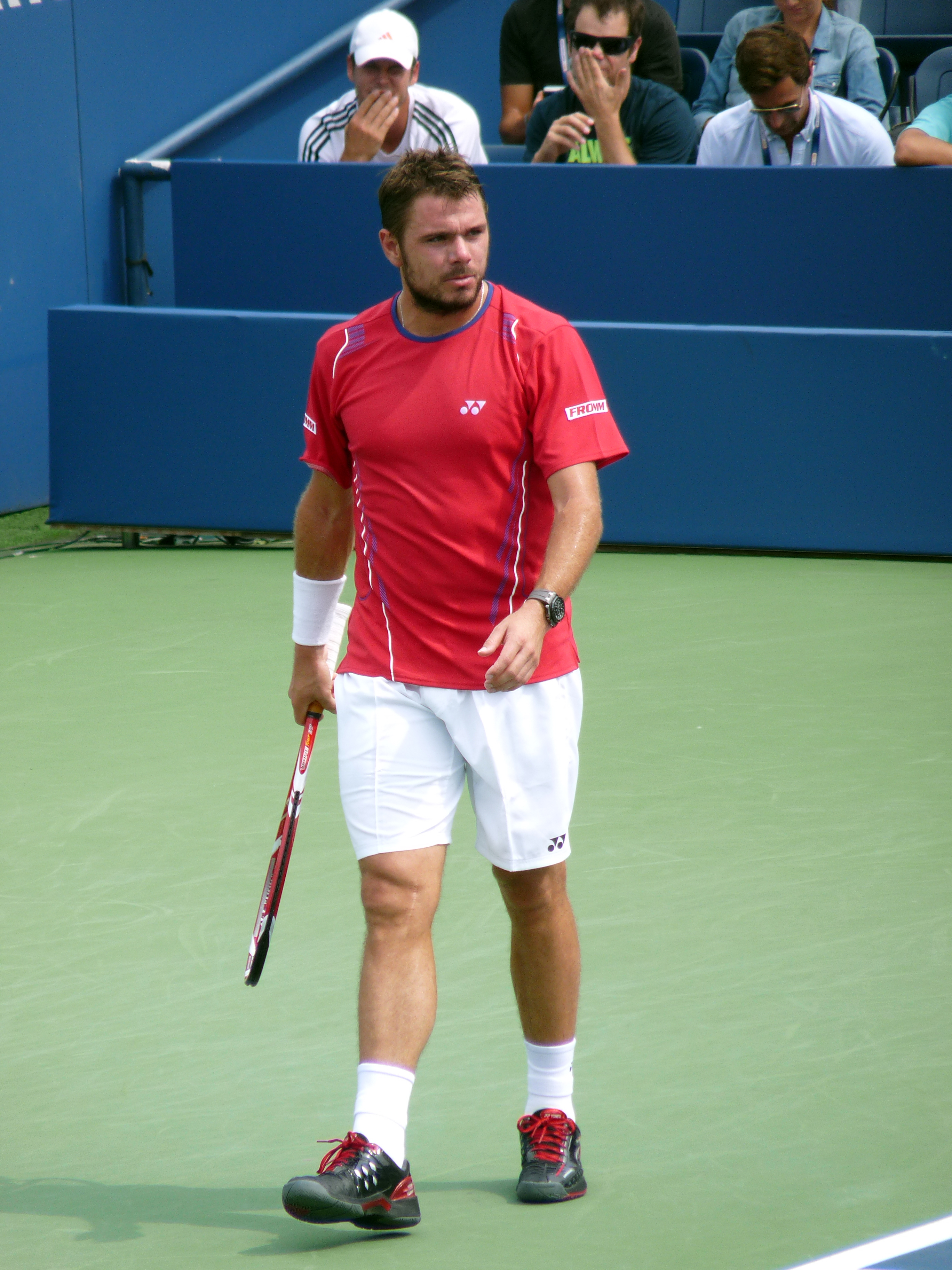
À l'US Open en 2013.

Stanislas entame l'US Open de manière convaincante en éliminant le Tchèque Radek Štěpánek en 3 sets (7-62, 6-3, 6-2) puis le Croate Ivo Karlović, également en 3 sets (7-5, 7-68, 6-4). Il joue son troisième tour contre le dangereux Chypriote Márcos Baghdatís, remporté sur le score de (6-3, 6-2, 61-7, 7-67). Il réalise ensuite une énorme performance pour battre Tomáš Berdych, tête de série no 5, sur le score de (3-6, 6-1, 7-66, 6-2) pour s'offrir le quatrième quart de finale de sa carrière en Grand Chelem. Pour s'offrir sa première demi-finale en Grand Chelem, il réalise un match parfait et bat le no 3 mondial et tenant du titre Andy Murray en 3 sets (6-4, 6-3, 6-2) en seulement 2 h 15,. La dernière fois que Stanislas et Novak s'étaient affrontés en Grand Chelem, à l'Open d'Australie, ils ont produit un des plus grands matchs de cette saison. Pour sa première demi-finale, Stanislas entame le match de manière époustouflante ; revers long de ligne, montées à la volée, variations dans le rythme. Tout y passe. Il remporte donc le premier set 6-2. Mais Djokovic n'est pas no 1 mondial pour rien et élève son niveau de jeu pour finalement remporter le match en plus de quatre heures sur le score de (6-2, 64-7, 6-3, 3-6, 4-6). Après ce match intense et plein de suspense où il marque exactement le même nombre de points que son adversaire, et où il remporte notamment, au début du cinquième set, un jeu de 21 minutes, Wawrinka quitte le court Arthur Ashe sous une standing ovation du public. En octobre, il est récompensé de ses bons résultats de l'année, et atteint la huitième place mondiale, le meilleur classement de sa carrière.
Après un match décevant perdu en deux sets face au Français Julien Benneteau en demi-finale de Kuala Lumpur, Stanislas perd de nouveau au tournoi de Tokyo face à l'Américain Sam Querrey. Au Masters 1000 de Shanghaï, il prend néanmoins une très bonne option pour une première qualification au Masters de Londres en battant Milos Raonic en deux sets (un concurrent direct à la qualification) au 3e tour. En quarts de finale, il essuie sa onzième défaite en autant de confrontations face à Rafael Nadal, alors qu'il était tout près d'empocher le premier set.
Wawrinka joue ensuite le tournoi de Bâle, chez lui, en Suisse. Il s'incline dès le premier tour face au Français Édouard Roger-Vasselin, en deux sets. Malgré cette contre-performance, il joue le dernier Masters 1000 de l'année, à Paris-Bercy. En tant que tête de série numéro 7, il commence le tournoi au deuxième tour, où il bat Feliciano López en trois sets. Au tour suivant, il tient son rang face à Nicolás Almagro, qu'il bat en deux sets (6-3, 6-2). Il s'incline finalement en quarts de finale assez logiquement contre Novak Djokovic en deux petits sets, arrachant néanmoins sa qualification pour les ATP World Tour Finals de Londres pour la première fois de sa carrière.
Le Masters commence d'ailleurs parfaitement pour le Vaudois, qui s'impose en ouverture face à Tomáš Berdych en trois sets (6-3, 60-7, 6-3) en 2 h 25. Le deuxième match face à Rafael Nadal est plus difficile, et Stanislas ne parvient pas à faire mieux que décrocher deux tie-break (65-7, 66-7) en 2 h 13 malgré un très bon match de sa part et pas mal d’énervement. Il remporte ensuite sa rencontre décisive face à David Ferrer en trois sets (63-7, 6-4, 6-1) en 2 h 19 pour s'assurer une place en demi-finale du Masters pour sa première participation, et ainsi confirmer sa huitième place mondiale,. Il perd sèchement sa demi-finale face à Novak Djokovic en deux sets (3-6, 3-6) ce qui clôture sa très belle saison.

### 2014: premier titre en Grand Chelem à Melbourne, premier titre en Masters 1000, victoire en Coupe Davis,no4mondial en fin de saison
Wawrinka entame la saison 2014 à l'Open de Chennai où il élimine facilement Benjamin Becker (6-3, 6-1) et son bourreau de la saison précédente au même stade de la compétition, le Slovène Aljaž Bedene (6-2, 6-1). Il profite ensuite de l'abandon du Canadien Vasek Pospisil (6-4, 5-5 ab.) pour se hisser en finale pour le premier tournoi de sa saison, comme à Doha en 2008 ou ici, à Chennai en 2010 et 2011. Il remporte son troisième titre (le deuxième en simple) en Inde, en battant le Français Édouard Roger-Vasselin (7-5, 6-2). Le numéro 8 mondial lance donc sa saison de manière idéale avec ce titre à une semaine de l'Open d'Australie.
L'Open d'Australie qu'il commence de la meilleure des manières en se qualifiant aisément en huitièmes de finale, en ayant profité de l'abandon de son adversaire au premier tour, d'une victoire en 4 sets face à Alejandro Falla au 2e tour et du forfait du Canadien Vasek Pospisil qu'il devait affronter au 3e tour. Il réussit ensuite un match plein en huitièmes de finale face à Tommy Robredo 18e mondial, (6-3, 7-63, 7-65) en 2 h 23 pour s'offrir un quart de finale de prestige face à Novak Djokovic no 2 mondial, pour une revanche du match exceptionnel (terminé 12-10 au cinquième set après 5 h de jeu) disputé au stade des huitièmes de finale en 2013. Stanislas réussit sans doute la meilleure performance de sa carrière (performance améliorée depuis) et bat le quadruple champion au bout du suspense sur le score de (2-6, 6-4, 6-2, 3-6, 9-7) après quatre heures d'un match d'anthologie où il éprouve des crampes dans les derniers jeux. Pour sa deuxième demi-finale consécutive, il joue contre le Tchèque et tête de série no 7, Tomáš Berdych, que Stanislas avait déjà battu en huitièmes de finale de l'US Open 2013. Après un match très serré, Stanislas se qualifie pour sa première finale en Grand Chelem en battant le Tchèque (6-3, 61-7, 7-63, 7-64) en 3 h 31. Sa performance ainsi que l'élimination de Roger Federer en demi-finale lui assure la place de numéro 1 suisse, détenue par Federer depuis 13 ans. En finale, il triomphe de Rafael Nadal no 1 mondial, en quatre sets (6-3, 6-2, 3-6, 6-3) en 2 h 21 et remporte le premier Grand Chelem de sa carrière, devenant ainsi le nouveau no 3 mondial,. Il devient en outre le premier vainqueur de Grand Chelem depuis Juan Martín del Potro en 2009 (et le deuxième depuis Marat Safin en 2005) qui n'est pas un membre du Big Four et le premier à battre Rafael Nadal et Novak Djokovic dans un même tournoi du Grand Chelem,,,.

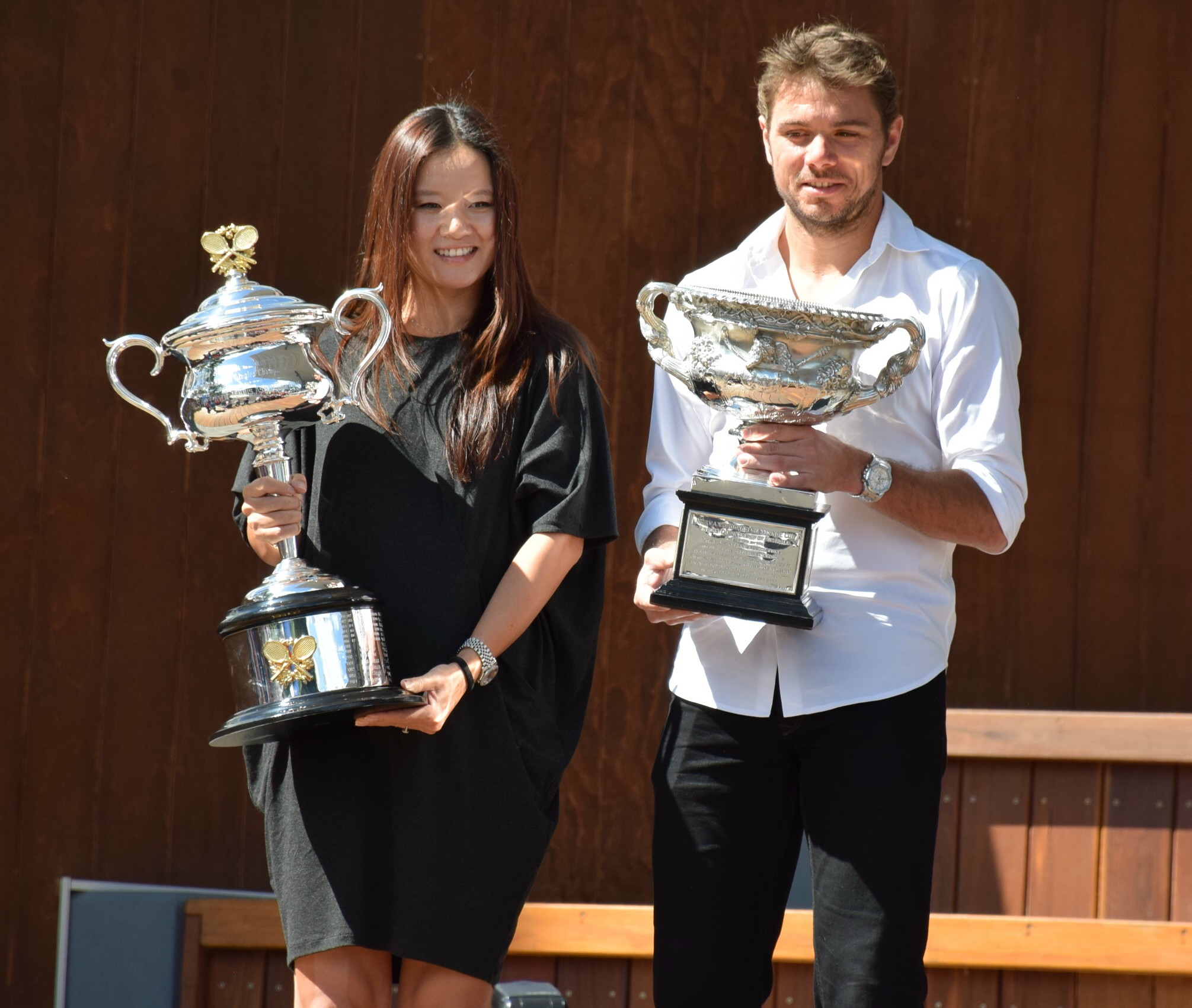
À l'Open d'Australie 2014.

À la suite de son premier titre du Grand Chelem à l'Open d'Australie, Stanislas aide l'équipe suisse à se qualifier pour les quarts de finale de la Coupe Davis contre la Serbie en battant difficilement le Serbe Dušan Lajović sur le score de (6-4, 4-6, 6-1, 7-67). Les Suisses s'imposent finalement trois victoires à deux et défient le Kazakhstan en quarts de finale de la compétition. Wawrinka renonce ensuite aux tournois de Montpellier et Rotterdam. Il se dit fatigué après son héroïque début de saison qui l'a vu remporter deux tournois dont l'Open d'Australie et gravir la troisième place du classement ATP.
Au Masters d'Indian Wells, Stanislas Wawrinka signe son retour à la compétition en simple et en double avec Roger Federer. En simple, il bat d'abord le Croate Ivo Karlović (6-3, 7-5), puis auteur d'un très bon match il balaye l'Italien Andreas Seppi (6-0, 6-2) mais s'incline cependant en huitièmes de finale (61-7, 6-4, 1-6) face au Sud-Africain Kevin Anderson. En double, la paire suisse gagne son premier tour face à Rohan Bopanna et Aisam-Ul-Haq Qureshi (6-2, 64-7, [10-6]), bat ensuite Milos Raonic et Ernests Gulbis (7-63, 7-64) puis élimine Leander Paes et Radek Štěpánek (6-3, 66-7, [10-4]) avant de perdre en demi-finale face à Alexander Peya et Bruno Soares (4-6, 1-6) après un bon tournoi. Il poursuit sa tournée américaine avec le Masters de Miami où, exempté du premier tour, il s'impose avec quelques difficultés face à l'Espagnol Daniel Gimeno-Traver (6-0, 3-6, 6-3) au deuxième tour puis face au Français Édouard Roger-Vasselin (7-5, 6-4) au tour suivant. Wawrinka s'incline prématurément en huitièmes de finale du tournoi contre le fantasque Ukrainien Alexandr Dolgopolov (4-6, 6-3, 1-6) commettant trop de fautes directes durant le match pour pouvoir l'emporter.
Il participe ensuite aux quarts de finale de la Coupe Davis avec Roger Federer où il perd son premier simple (65-7, 2-6, 6-3, 65-7) contre le Kazakh Andrey Golubev, mais Federer permet aux Suisses de revenir à 1-1 au terme de la première journée. Lors du double, les deux Suisses s'inclinent en quatre sets accrochés (4-6, 65-7, 6-4, 66-7), ce qui permet au Kazakhstan de mener 2-1 avant la dernière journée. Mal embarqué dans sa rencontre contre Mikhail Kukushkin, Stanislas Wawrinka relève la tête et s'impose dans la douleur (64-7, 6-4, 6-4, 6-4). Roger Federer qualifie la Suisse lors du match décisif en s'imposant aisément en trois sets contre Andrey Golubev. La Suisse est donc qualifiée pour les demi-finales de la Coupe Davis. Cela ne leur était plus arrivé depuis 2003.
Pour commencer la saison sur terre battue, Stanislas Wawrinka participe au Masters de Monte-Carlo où il expédie d'abord le Croate Marin Čilić (6-0, 6-2) en 45 minutes, avant de profiter du forfait de l'Espagnol Nicolás Almagro pour se qualifier directement pour les quarts de finale où il se défait du Canadien Milos Raonic, 10e mondial (7-65, 6-2). Puis il s'impose de façon autoritaire contre l'Espagnol David Ferrer alors 6e mondial, (6-1, 7-63) en une heure et demie pour rallier la finale. Il y retrouve son compatriote et ami Roger Federer no 4 mondial pour une finale entre Suisses inédite. Stanislas en sort vainqueur (4-6, 7-65, 6-2) au terme d'un match à rebondissements de 2 h 13. C'est le premier titre en Masters 1000 et l'unique à l'heure actuel de la carrière de Stanislas Wawrinka. À ce moment-là, il devient l'un des rares sinon le seul joueur à être resté sur une victoire contre les quatre membres du Big Four (Murray à l'US Open 2013, Djokovic et Nadal à l'Open d'Australie 2014, et Federer à Monte-Carlo 2014).
Préférant se reposer, il renonce par la suite à la défense de son titre au tournoi d'Oeiras acquis l'an dernier en finale face à David Ferrer. Wawrinka participe ensuite au Masters 1000 de Madrid où il perd dès son entrée en lice au deuxième tour contre le jeune espoir Autrichien Dominic Thiem (6-1, 2-6, 4-6). Il dispute ensuite son dernier tournoi de préparation avant Roland-Garros au Masters de Rome. Pour son premier match au deuxième tour, il bat aisément le qualifié Espagnol Pere Riba (6-0, 6-3). Il s'incline en huitièmes de finale contre le vétéran Tommy Haas (7-5, 2-6, 3-6) à une semaine du début de Roland-Garros.
Très attendu à Paris, fort de son statut de troisième joueur mondial et de sa victoire à Monte-Carlo, il se fait sortir dès le premier tour par l'Espagnol Guillermo García-López (4-6, 7-5, 2-6, 0-6) sous les yeux médusés du public du court Philippe Chatrier en deux heures et vingt-trois minutes.
Wawrinka commence ensuite la saison sur gazon où il se voit attribuer une wild-card pour le tournoi du Queen's qu'il n'avait initialement pas prévu de disputer mais où il est finalement tête de série numéro 1. Pour commencer le tournoi, il bat un autre invité en la personne de Márcos Baghdatís (3-2 ab.) En huitièmes de finale, il bat l'Américain Sam Querrey (6-2, 6-2) et se qualifie en quarts de finale où il y retrouve l'Australien Marinko Matosevic qu'il domine en deux sets (7-5, 6-3) pour se retrouver dans le dernier carré du tournoi londonien où il s'incline sèchement contre le Bulgare Grigor Dimitrov (2-6, 4-6), futur vainqueur du tournoi.
Stanislas Wawrinka participe ensuite à Wimbledon où il est tête de série no 4. Tournoi auquel il n'a pas passé le premier tour les deux années précédentes. Stanislas le commence de manière convaincante puisqu'il s'impose contre le Portugais João Sousa (6-3, 6-4, 6-3). Il enchaîne plus difficilement contre le Taïwanais Lu Yen-hsun en quatre sets (7-66, 6-3, 3-6, 7-5). Il poursuit sa route en se qualifiant pour les huitièmes de finale en battant l'Ouzbek Denis Istomin (6-3, 6-3, 6-4). Huitièmes de finale où auteur d'un match très solide il bat l'Espagnol Feliciano López, 25e mondial, en trois sets (7-65, 7-67, 6-3) en 1 h 58. Malgré un bon tournoi, il s'incline pour son premier quart de finale à Wimbledon lors d'un match tendu et accroché contre le maître des lieux, son compatriote Roger Federer sur le score de (6-3, 65-7, 4-6, 4-6) en 2 h 33.
Pour la tournée estivale, à Toronto, il est battu en huitièmes de finale par Kevin Anderson à nouveau (68-7, 5-7), et à Cincinnati, il s'incline face au Français Julien Benneteau en quart de finale (6-1, 1-6, 2-6). Enfin à l'US Open, il atteint les quarts de finale en battant en quatre sets Tommy Robredo (7-5, 4-6, 7-67, 6-2), mais s'incline au tour suivant face au futur finaliste Kei Nishikori, 11e mondial en cinq manches (6-3, 5-7, 67-7, 7-65, 4-6) en 4 h 15 de jeu.
En septembre, il qualifie son pays pour la finale de Coupe Davis en battant très facilement l'Italien Fabio Fognini (6-2, 6-3, 6-2). Il enchaîne ensuite des défaites au premier tour à Tokyo (5-7, 2-6) contre Tatsuma Ito, Shanghai (7-5, 5-7, 4-6) contre le Français Gilles Simon, et Bâle à nouveau contre Mikhail Kukushkin (4-6, 7-61, 3-6). Puis il perd en huitièmes de finale à Paris-Bercy après avoir battu le jeune joueur autrichien Dominic Thiem en deux sets au deuxième tour, et perdant encore une fois cette année, contre Kevin Anderson (7-62, 5-7, 63-7).

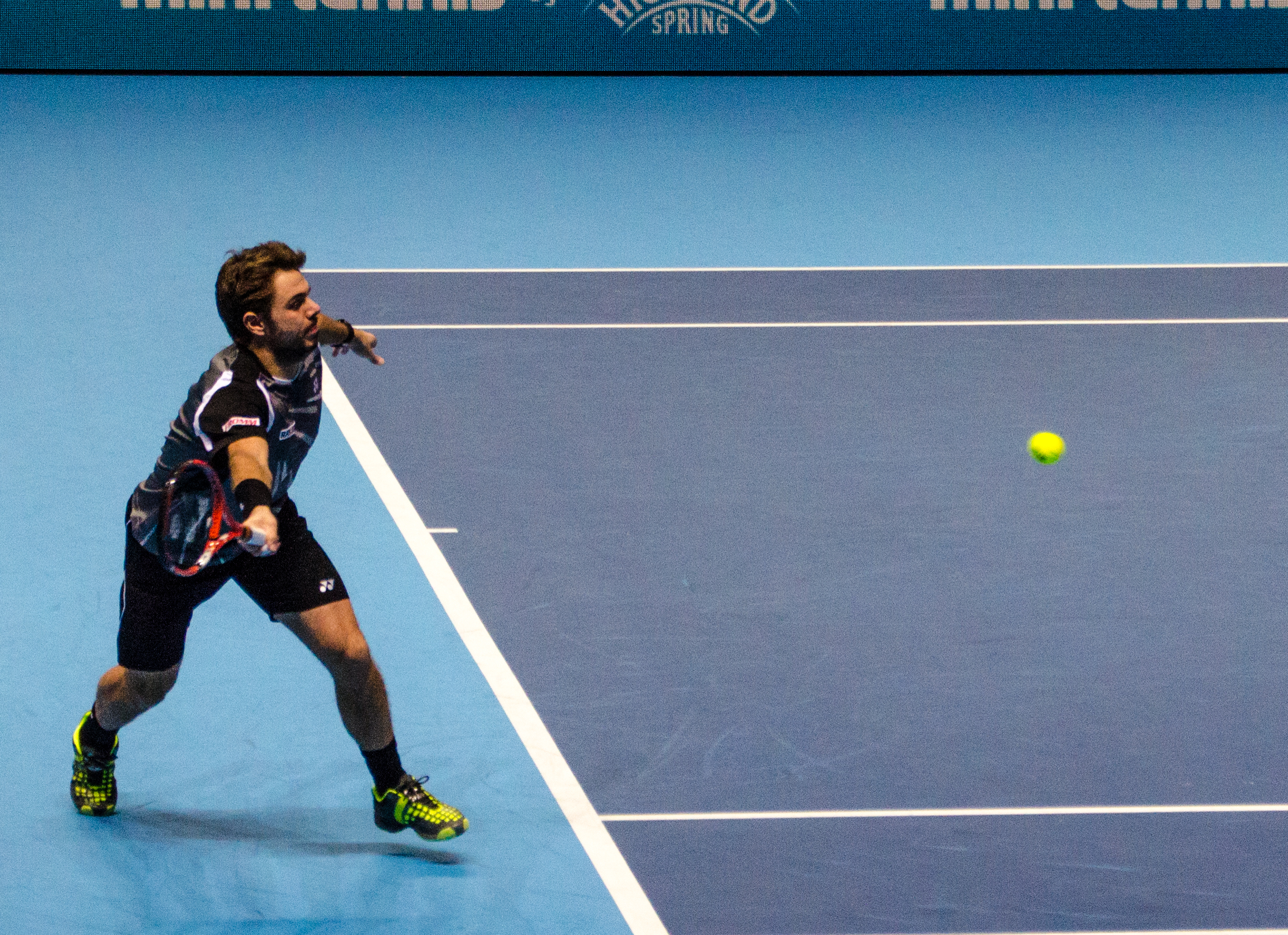
Au Masters 2014.

Qualifié pour le Masters de Londres, il se reprend de la meilleure des manières et bat d'abord Tomáš Berdych sur le score sec de (6-1, 6-1) en 58 minutes. Il s'incline ensuite en deux manches rapide lors de la rencontre suivante contre Novak Djokovic (3-6, 0-6) en h 05, mais parvient à se ressaisir en battant Marin Čilić en trois sets (6-3, 4-6, 6-3) en 1 h 46 pour son dernier match de phase de groupe. Grâce à ses deux victoires, il se qualifie pour les demi-finales où il retrouve son compatriote Roger Federer no 2 mondial, qui le bat en trois sets serrés (6-4, 5-7, 66-7) lors d'un match fabuleux et ce, malgré quatre balles de match pour Wawrinka après 2 h 48 de jeu,. Lors de ce match, il y a un incident entre lui et Mirka Federer sur un point du match.
La semaine suivante, il participe à la finale de la Coupe Davis face à la France. Il remporte de manière autoritaire le premier point de cette finale face à Jo-Wilfried Tsonga en quatre manches (6-1, 3-6, 6-3, 6-2) après un match disputé de 2 h 24. À l'issue de cette première journée, Gaël Monfils remet les deux nations à égalité en battant Roger Federer en trois sets. Wawrinka et Federer s'imposent ensemble dans le double le lendemain (6-3, 7-5, 6-4) lors d'une rencontre de haute volée contre Julien Benneteau et Richard Gasquet où y a également eu une altercation. Federer s'impose en trois manches pleines de maîtrise le lendemain face à Richard Gasquet, ce qui permet à l'équipe suisse de remporter la première et unique Coupe Davis de son histoire par trois victoires à une. La saison 2014 de Stanislas Wawrinka est de loin la meilleure de sa carrière.

### 2015: victoire à Roland-Garros, demi-finales à Melbourne et à l'US Open
Stanislas Wawrinka commence la saison 2015 à l'Open de Chennai, où il conserve son titre facilement en ne perdant aucun set de tout le tournoi.

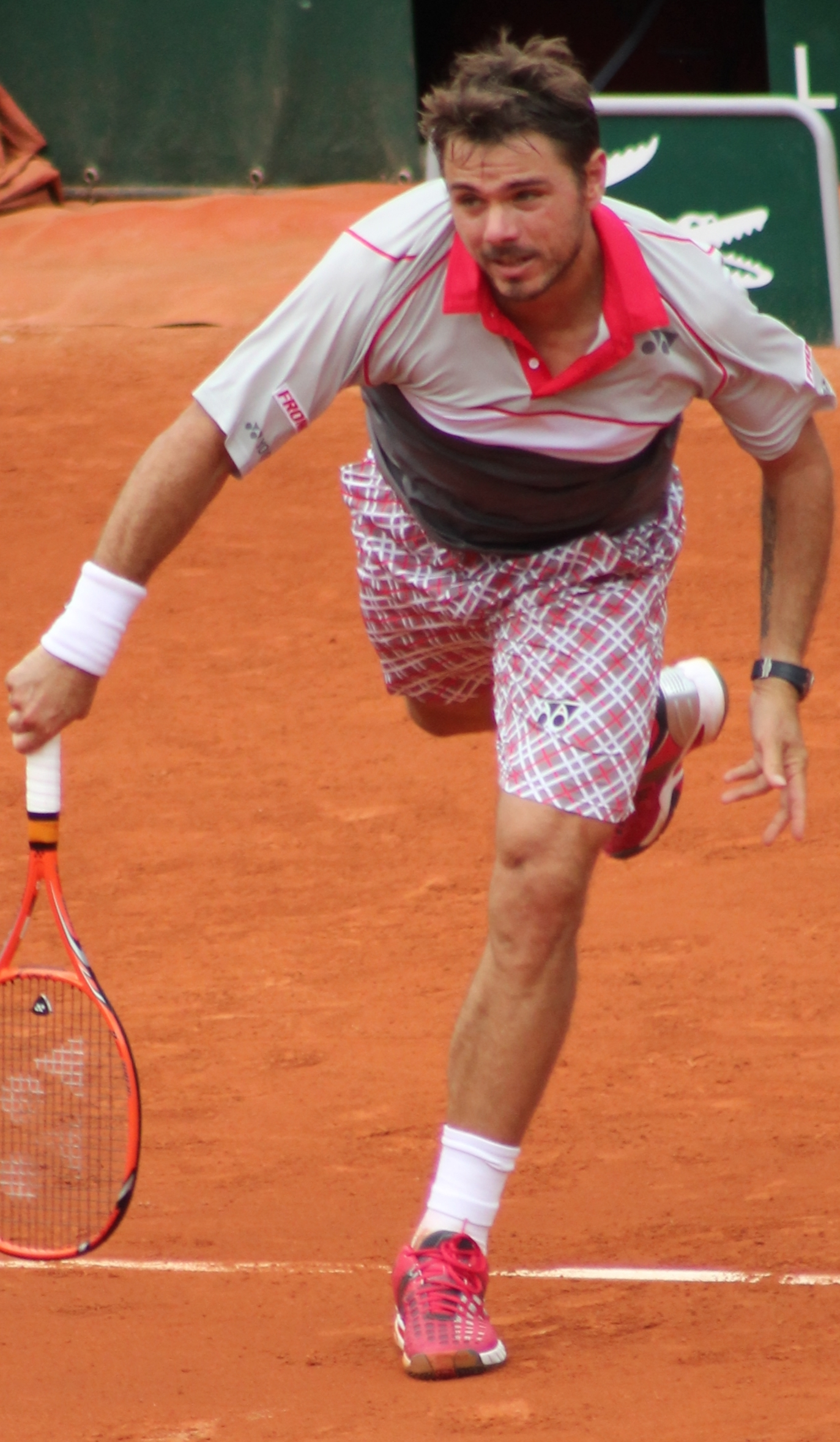
Wawrinka à Roland-Garros en 2015.

Le 4e mondial lance parfaitement sa saison, avec en ligne de mire la défense de son titre à l'Open d'Australie. Lors du premier tournoi du Grand Chelem, Stanislas élimine au premier tour Marsel Ilhan et au deuxième tour Marius Copil dans un match plus disputé (7-64, 7-64, 6-3). Ensuite il domine Jarkko Nieminen pour arriver en deuxième semaine. Il peine un peu face à Guillermo García-López (7-62, 6-4, 4-6, 7-68) en trois heures et six minutes. En quart, il bat la tête de série numéro 5 Kei Nishikori en 3 sets (6-3, 6-4, 7-66) en deux heures et trois minutes, pour rencontrer en demi-finale pour la troisième fois consécutive à l'Open d'Australie le no 1 mondial Novak Djokovic. Il s'incline contre le Serbe lors d'un match disputé (61-7, 6-3, 4-6, 6-4, 0-6) après 3 h 30, mais avec moins d'intensité que dans leurs trois précédentes confrontations en Grand Chelem. À cause de cette défaite, le Vaudois qui a marqué 1280 points de moins cette année à Melbourne, n'occupera plus que la neuvième place du prochain classement de l'ATP.
Il revient au tournoi de Rotterdam où il était forfait l'année précédente. Il bat l'invité Jesse Huta Galung au 1er tour, a plus de mal au tour suivant contre Guillermo García-López qu'il bat en 3 sets. Ensuite en quart, il bat le surprenant Luxembourgeois Gilles Müller (7-63, 6-3), et en demi-finale le Canadien Milos Raonic, 6e mondial en deux tie-breaks intenses et 1 h 38. En finale, il affronte le Tchèque et tenant du titre Tomáš Berdych, qu'il bat en 3 sets (4-6, 6-3, 6-4). C'est le premier titre ATP 500 de sa carrière.
Il participe au Masters d'Indian Wells, où il perd à la surprise générale contre Robin Haase (3-6, 6-3, 3-6). Dans la foulée à Miami, il gagne difficilement son match d'entrée contre Carlos Berlocq (69-7, 7-5, 6-2) en près de trois heures de jeu, puis perd au tour suivant contre le Français Adrian Mannarino (64-7, 65-7), ce qui reste une nouvelle surprise et déception. Cette tournée américaine décevante, confirmant qu'il a toujours du mal à cette période mais attend la saison sur terre battue pour rebondir.
Pour commencer la saison de terre battue, Wawrinka doit défendre son titre à Monte-Carlo. Il bat d'abord Juan Mónaco en deux sets. Mais en huitième, il perd complètement pied et s'incline de manière expéditive contre le Bulgare 11e mondial Grigor Dimitrov (1-6, 2-6). Selon lui, « c'est un match où il n’avait pas envie d’être là et avait juste envie que ça finisse ». Au Masters de Madrid, il bat le Portugais João Sousa puis s'incline à nouveau face à Grigor Dimitrov lors d'un match accroché (65-7, 6-3, 3-6). Au Masters de Rome, il débute difficilement face à Juan Mónaco et gagne malgré tout en trois sets (4-6, 6-3, 6-2). Puis il s'impose dans un match à un meilleur niveau en huitième face à Dominic Thiem (7-63, 6-4). En quart de finale, il affronte Rafael Nadal, le septuple vainqueur du tournoi et finaliste sortant. Stanislas s'offre l'Espagnol en deux sets (7-67, 6-2) dans un match complet, le meilleur de sa saison sur ocre. C'est, par la même occasion, la première victoire du Suisse face à Nadal sur terre battue et dans un Masters 1000. Cette victoire lui fait un bien fou pour la suite de l'année selon lui. Il perd ensuite assez sèchement en demi-finale contre son compatriote Roger Federer (4-6, 2-6), en 54 minutes. En mai, au tournoi de Genève, après un bye au 1er tour, il bat au second Lukáš Rosol (6-4, 3-6, 6-3), et s'incline en quart de finale face à Federico Delbonis (7-65, 4-6, 4-6).
Il commence Roland-Garros où il bat au premier tour Marsel Ilhan en trois sets (6-3, 6-2, 6-3). Au deuxième tour, il écarte Dušan Lajović dans un match où il perd un set (6-3, 6-4, 5-7, 6-3). Il s'impose ensuite face à Steve Johnson en trois sets (6-4, 6-3, 6-2) et, en huitième, face au no 1 Français et 13e mondial Gilles Simon (6-1, 6-4, 6-2). En quart de finale, il affronte son compatriote Roger Federer, 2e mondial, contre qui il réalise un de ses meilleurs matchs, en s'imposant (6-4, 6-3, 7-64) en 2 h 09, sa première victoire en Grand Chelem contre Federer,. Il atteint ainsi les demi-finales à Roland-Garros pour la première fois de sa carrière où il est opposé au Français Jo-Wilfried Tsonga, 15e mondial. Après un match où il sauve 16 balles de breaks sur 17 subies, il gagne le match en 4 sets (6-3, 61-7, 7-63, 6-4) en près de quatre heures de jeu et se hisse en finale d'un Grand Chelem pour la seconde fois de sa carrière et la première à Paris,. Il y affronte et bat le grand favori Novak Djokovic no 1 mondial, après 3 h 12 de match et 4 sets (4-6, 6-4, 6-3, 6-4) en écrasant tennistiquement et physiquement le Serbe dans tous les domaines. Il montre, lors de cette finale, un niveau de jeu exceptionnel. C'est le tennisman brésilien Gustavo Kuerten, triple vainqueur à Paris, qui lui remet le trophée,.

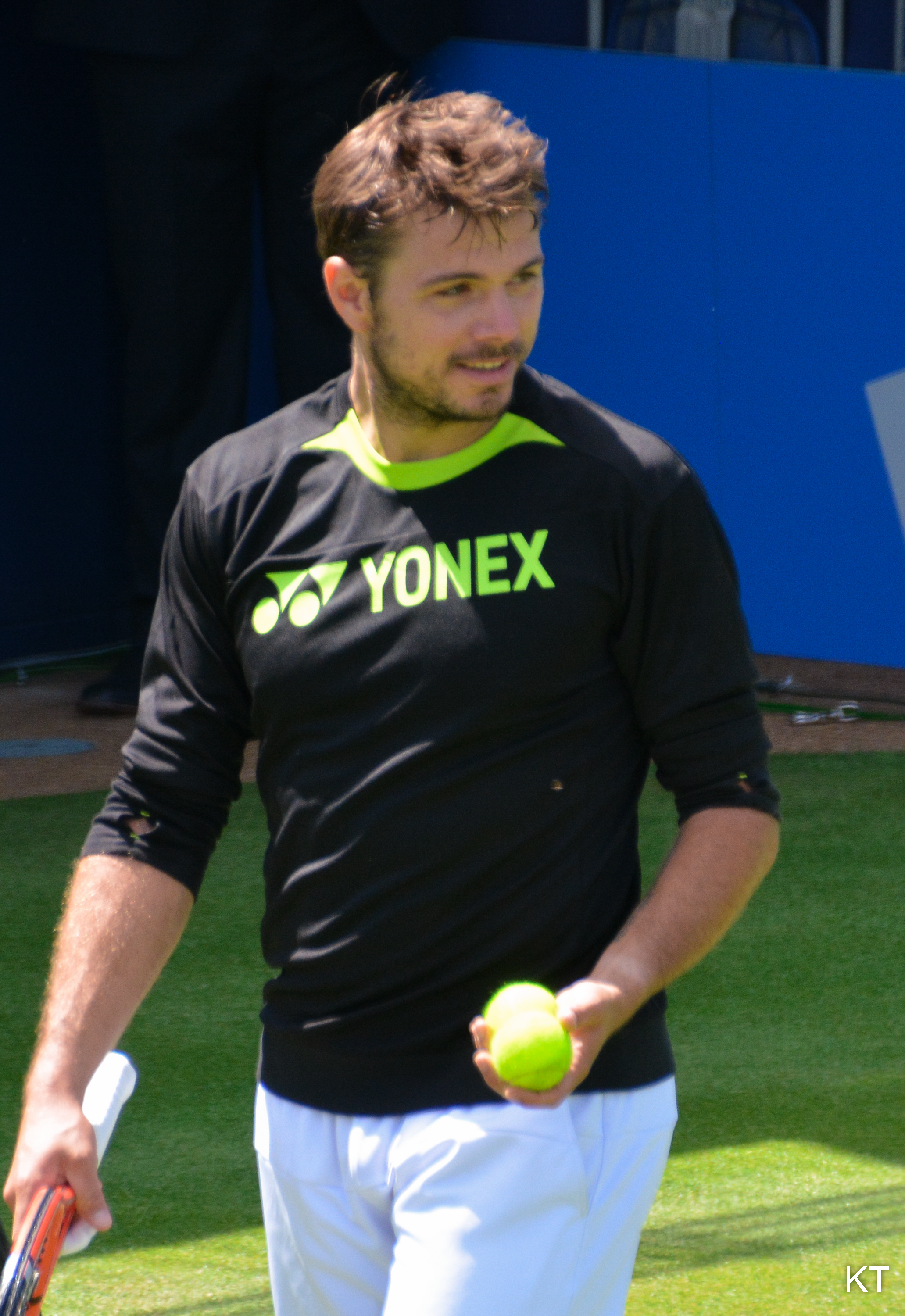
Wawrinka au tournoi du Queen's 2015.

Après son retour triomphal de Roland-Garros, il temporise un peu avec le début de la saison sur herbe où il perd dès le deuxième tour au Queen's. À Wimbledon, il écarte João Sousa en trois sets, puis Víctor Estrella et Fernando Verdasco également en trois sets et assez facilement. Viennent ensuite les huitièmes de finale, où il affronte le Belge David Goffin, 15e mondial, qui montre pas mal de résistance mais s'incline également en trois manches (7-63, 7-67, 6-4) en 2 h 23. Stanislas avoue que c'était «une victoire importante» qui lui permet de se qualifier une nouvelle fois pour les quarts de finale. Dans un match éprouvant face à Richard Gasquet, et alors qu'il menait deux sets à un, Stanislas perd finalement la rencontre et l'occasion de se qualifier pour les demi-finales dans un cinquième set époustouflant (4-6, 6-4, 6-3, 4-6, 9-11) en 3 h 28 de jeu.
Il commence la tournée américaine de l'été au Masters du Canada. Il y affronte Nick Kyrgios mais est contraint d'abandonner dans le troisième set (7-68, 3-6, 0-4 ab.) à cause d'une blessure dans le bas du dos. Au Masters de Cincinnati, pour son entrée en lice au deuxième tour, il se défait du Croate Borna Ćorić en 3 sets (3-6, 7-63, 6-3) et 2 h 17 de match. En 1/8 de finale, face à un autre Croate, Ivo Karlović, il a besoin de 3 tie-breaks pour s'imposer, perdant notamment le premier. Mais il s'incline logiquement en quart de finale après ses deux matchs poussif, face au no 1 mondial Novak Djokovic en 2 sets nets (4-6, 1-6) et une heure de jeu. Stanislas reconnaît à l'issue du match qu'il n'était pas à 100 % et qu'il avait la tête ailleurs.
Il prend part ensuite à l'US Open en tant qu'outsider. Il bat au premier tour l'Espagnol Albert Ramos-Viñolas (7-5, 6-4, 7-64) puis le jeune Coréen Chung Hyeon en 3 tie-breaks (7-62, 7-64, 7-66), match signifiant sa 100e victoire en Grand Chelem. Au troisième tour, il se défait du Belge Ruben Bemelmans (6-3, 7-65, 6-4) avant de disposer de l'Américain Donald Young en 8e (6-4, 1-6, 6-3, 6-4). Pour la toute première fois de sa carrière, il a atteint la deuxième semaine de tous les tournois du Grand Chelem auxquels il a participé, ce qui montre sa très grande progression et régularité. En quart, il s'impose face à l'une de ses bêtes noires, le Sud-Africain Kevin Anderson (6-4, 6-4, 6-0) en 1 h 47, adversaire contre qui il restait sur quatre défaites d’affilée et celui-ci avait créé la grosse surprise en sortant Andy Murray au tour précédent. Il atteint pour la deuxième fois de sa carrière les demi-finales du tournoi (après 2013), mais il s'incline face à son compatriote et ami Roger Federer 2e mondial, (4-6, 3-6, 1-6) dans un match étincelant de seulement 1 h 32. Son année de Grand Chelem est très réussie (la meilleure de sa carrière), avec un titre (Roland-Garros), deux demi-finales (l'Open d'Australie et l'US Open) et un quart de finale (Wimbledon).
Lors de l'Open de Moselle, Stanislas est contraint de déclarer forfait. Il s'est blessé à la cheville droite lors de sa victoire face à Dustin Brown au premier tour. Il joue ensuite à l'Open du Japon en tant que première tête de série. Il y remporte tous ses matchs avec difficultés jusqu'en demi-finale et empoche un onzième titre ATP en battant en finale son meilleur ami Benoît Paire (6-2, 6-4).
Au Masters de Paris-Bercy, il bat tout d'abord Bernard Tomic (6-3, 7-66), puis Viktor Troicki (6-4, 7-5) et améliorant son jeu de tour en tour, il vainc en quart de finale Rafael Nadal (7-68, 7-67) au terme d'un match de 2 h 20 de jeu et revenant à chaque fois dans les sets. Il perd face à Novak Djokovic, en lui ayant pris tout de même un set (3-6, 6-3, 0-6) en 1 h 51 ce qui est un petit exploit, alors que ce dernier en avait gagné 29 de suite, ce qui montre que le Suisse est le plus à même d'embêter Djokovic. Enfin aux Masters de Londres, il perd son premier match de poule contre Nadal (3-6, 2-6) en 1 h 22, mais gagne ses deux matchs restants face à David Ferrer (7-5, 6-2) en 1 h 33, et Andy Murray (7-64, 6-4) en 1 h 54 se qualifiant ainsi pour la demi-finale, pour la troisième année consécutive. Il ne fait pas le poids face à Roger Federer en perdant (5-7, 3-6) en un peu plus d'une heure de jeu.
La saison 2015 de Stanislas reste comme l'année de la régularité, que ce soit en Grand Chelem et au niveau du classement ATP.

### 2016: victoire à l'US Open, demi-finale à Roland-Garros
Stanislas Wawrinka commence sa saison 2016 comme l'année précédente à l'Open de Chennai, où il conserve facilement son titre en ne concédant aucun set du tournoi et en s'imposant face au jeune Croate Borna Ćorić (6-3, 7-5).
Le 4e mondial lance parfaitement sa saison, avec en ligne de mire la défense de sa demi-finale à l'Open d'Australie. Après s'être facilement imposé face à Dmitri Toursounov sur abandon, puis les Tchèques Radek Štěpánek et Lukáš Rosol (6-2, 6-3, 7-63). Mais s'incline néanmoins en huitième de finale contre Milos Raonic (4-6, 3-6, 7-5, 6-4, 3-6) après 3 h 44 de combat après avoir pourtant mené les débats.
Après une défaite en quart de finale à Marseille, il joue à Dubaï, où il évite une défaite d'entrée à deux points contre Serhiy Stakhovsky (5-7, 6-3, 7-5). En demi-finale, il bénéficie de l'abandon de Nick Kyrgios blessé au dos (6-4, 3-0 ab.), et en finale s'impose contre Márcos Baghdatís en près de deux heures avec un dernier set au tie-break totalement indécis (6-4, 7-613). Il remporte ainsi le deuxième titre de sa saison sans avoir bien joué.

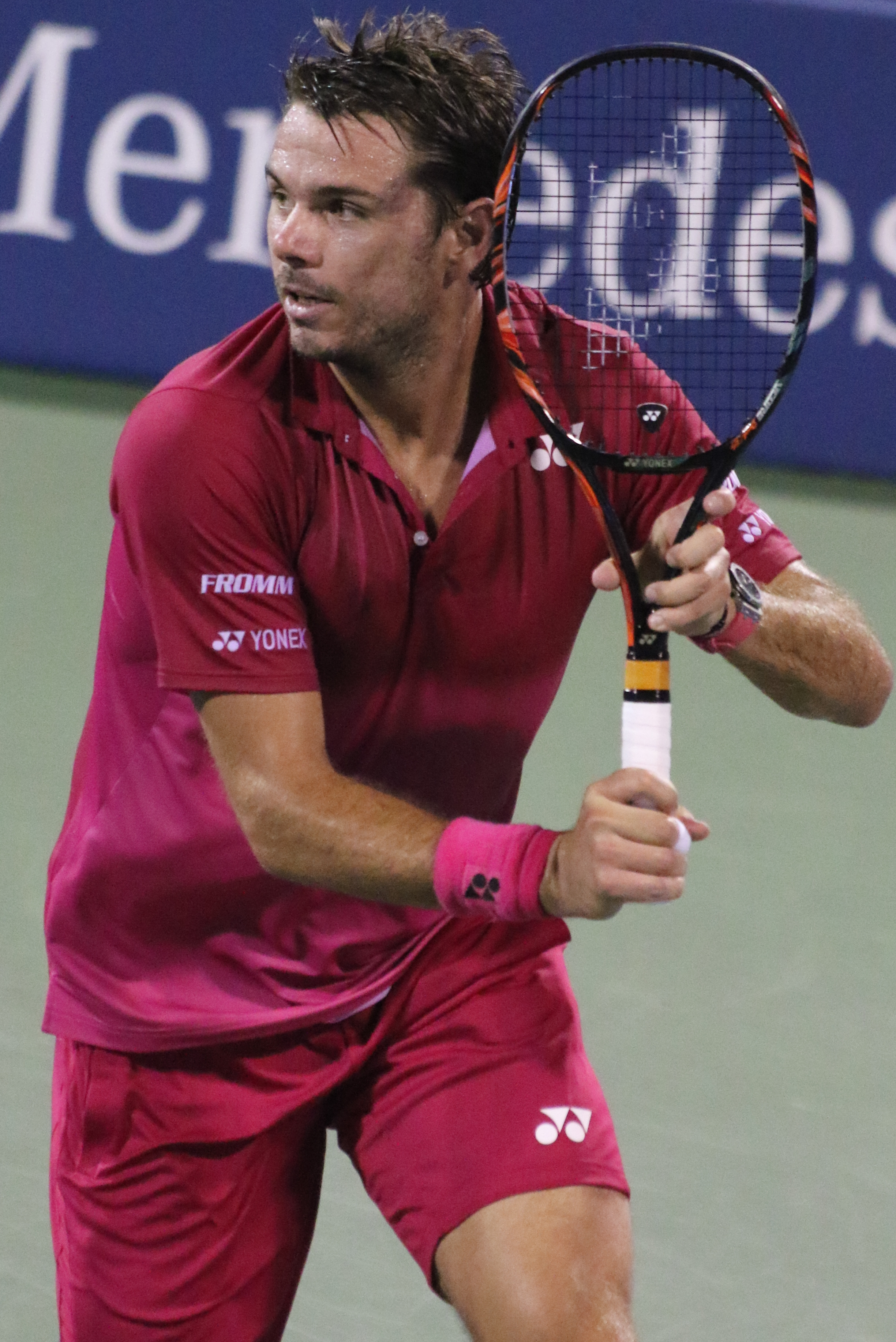
À US Open 2016.

Il commence la tournée américaine avec le Masters d'Indian Wells. Il y bat Illya Marchenko puis Andrey Kuznetsov (6-4, 7-65) alors qu'il était mené 5-3. En huitième dans un match à multiples rebondissements, il finit par rendre les armes (3-6, 7-5, 65-7) contre le Belge David Goffin, 18e mondial. Au Masters de Miami, il retrouve pour son premier match Andrey Kuznetsov, mais s'incline cette fois (4-6, 3-6).
Pour commencer la saison sur terre battue, au Masters de Monte-Carlo, il se défait de Philipp Kohlschreiber (7-62, 7-5), puis de Gilles Simon (6-1, 6-2) facilement. Rafael Nadal met fin à son parcours en quart en 2 sets (1-6, 4-6) en un peu plus d'une heure. Au Masters de Madrid et au Masters de Rome, il réalise de moins bonnes performances que l'année précédente, compilant un total d'une victoire pour deux défaites. Il réagit au tournoi de Genève chez lui, en se qualifiant assez facilement pour la finale en ne perdant qu'un set en demi-finale contre Lukáš Rosol. Il y affronte le 11e mondial Marin Čilić, qui revient de blessure, qu'il bat (6-4, 7-611) en près de deux heures de match (et un dernier set d'une duré de 1 h 19) remportant son 14e titre ATP en simple et le premier en Suisse.
La semaine suivante, il défend son titre à Roland-Garros. Il retrouve au premier tour Lukáš Rosol qui lui prend deux sets, mais s'impose finalement (4-6, 6-1, 3-6, 6-3, 6-4). Il se qualifie ensuite plus facilement jusqu'en demi-finale (en ayant perdu un autre set), où il affronte Andy Murray 2e mondial, qui le bat en 4 sets (6-4, 6-2, 4-6, 6-2) et 2 h 38 de jeu,.
En vue du tournoi de Wimbledon, Wawrinka intègre dans son encadrement technique Richard Krajicek, lauréat du tournoi en 1996. Après un premier tour un poil poussif contre le jeune espoir Taylor Fritz en quatre manches (7-64, 6-1, 62-7, 6-2), il est vaincu au deuxième tour par l'Argentin Juan Martín del Potro (6-3, 3-6, 62-7, 3-6) sur le retour, alors qu'il avait bien commencé le match, ce qui représente une défaite « dure à avaler ».
Pour la tournée américaine estivale, il joue le Masters du Canada en tant que tête de série no 2 du fait de nombreux forfaits. Il bat d'abord en deux tie-breaks Mikhail Youzhny dans un match serré, puis Jack Sock (7-63, 6-2) et domine Kevin Anderson en quart (6-1, 6-3) pour atteindre le dernier carré. Il perd en demie contre Kei Nishikori (66-7, 1-6) en une heure et demie alors qu'il menait 5-2 dans la première manche. Quelques jours plus tard, il déclare forfait pour les Jeux olympiques à cause de douleurs récurrentes au dos, mais cela reste un forfait surprise vu son niveau de jeu affiché au Canada.
À l'US Open, il passe ses premiers tours tranquillement contre Fernando Verdasco et le qualifié 243e mondial Alessandro Giannessi en trois sets. Puis dans un match laborieux contre Daniel Evans, il parvient à remporter le match (4-6, 6-3, 66-7, 7-68, 6-2) dans la douleur et après avoir écarté une balle de match dans la quatrième manche. En huitième contre le surprenant Illya Marchenko, après deux manches tranquilles et servant pour le match à 5-4, il se crispe et perd la troisième, avant de se reprendre et gagner en quatre (6-4, 6-1, 65-7, 6-3) sans convaincre, se qualifiant pour les quarts de finale sans avoir affronté de top 30. Il s'agit de son quatrième quart consécutif à l'US Open où il fait face au géant Argentin Juan Martín del Potro 142e mondial, qui l'a battu à Wimbledon. Il prend sa revanche dans un match éprouvant de plus de trois heures (7-65, 4-6, 6-3, 6-2) où del Potro a manqué d'énergie dans les deux dernières manches, Stanislas Wawrinka qualifiant son match d'« un des plus durs de sa carrière » sur le plan mental et physique. Il se qualifie pour le coup pour le dernier carré du tournoi comme en 2013 et 2015 où il rencontre le no 7 mondial Kei Nishikori, tombeur de Murray. Il rejoint Novak Djokovic pour sa première finale à New-York grâce à sa victoire en 4 sets sur le Japonais (4-6, 7-5, 6-4, 6-2) après un peu plus de trois heures de jeu alors qu'il était mené 4-6, 0-2,. Avec son ratio de dix finales consécutives gagnées, et 100 % en Grand Chelem, il arrive en finale de Flushing Meadows en faisant forte impression,. En finale, il bat le no 1 mondial Novak Djokovic en 4 sets (61-7, 6-4, 7-5, 6-3) en presque quatre heures d'un beau combat, remportant ainsi sa troisième finale en Grand Chelem en trois tentatives,.
À désormais 31 ans, Wawrinka entre dans le cercle fermé des joueurs ayant remporté trois des quatre tournois du Grand Chelem,, avec comme futurs objectifs potentiels, le Grand Chelem en carrière à Wimbledon et la place de numéro un mondial.
Une semaine après, il dispute l'Open de Saint-Pétersbourg où il va jusqu'en finale sans perdre de set contre Lukáš Rosol, Viktor Troicki et un peu plus difficilement contre Roberto Bautista-Agut (7-68, 6-2). Vainqueur de ses 11 précédentes finales, il perd contre le jeune Allemand de 19 ans Alexander Zverev (2-6, 6-3, 5-7), qui met fin à la série de victoires consécutives en finale du Suisse et remporte son premier titre.
Pour la tournée sur dur en indoor, il déçoit relativement, en perdant en quart de finale chez lui à l'Open de Bâle contre Mischa Zverev (2-6, 7-5, 1-6), après deux premiers matchs très difficiles de plus de deux heures. Puis au Masters de Paris-Bercy il perd d'entrée de tournoi contre le qualifié Jan-Lennard Struff (6-3, 6-7, 61-7) après un incident dans les tribunes, qui lui a fait perdre sa concentration.
Enfin aux Masters de Londres il est placé dans le Groupe John McEnroe avec le nouveau no 1 mondial Andy Murray, le 5e mondial Kei Nishikori et le 7e Marin Čilić. Il est battu sèchement (2-6, 3-6) par le Japonais lors de son match d'ouverture, puis remporte son deuxième contre Čilić (7-63, 7-63) en 1 h 53, se relançant dans la course à la qualification. Il perd cependant sèchement (4-6, 2-6) en 1 h 26 malgré un premier set d'une bonne intensité contre Murray, clôturant ainsi sa saison à la quatrième place mondiale comme en 2014 et 2015 sur un gros titre,.

### 2017: demi-finale à l'Open d'Australie, finale à Indian Wells et à Roland-Garros, opération du genou
Stanislas Wawrinka change son programme et décide de disputer l'Open de Brisbane en tant que tête de série numéro 2. Il démarre lentement mais surement en s'imposant avec quelques difficultés dans ses deux premiers tours contre Viktor Troicki (7-65, 6-4) et Kyle Edmund (62-7, 6-4, 6-4). Mais il est battu par le Japonais Kei Nishikori 5e mondial, (63-7, 3-6) après avoir perdu le fil du match à la fin du premier set. À l'Open d'Australie, il débute difficilement en remportant son premier match en 5 sets face à Martin Kližan (4-6, 6-4, 7-5, 4-6, 6-4), après au second tour Steve Johnson (6-3, 6-4, 6-4) et le Serbe Viktor Troicki (3-6, 6-2, 6-2, 7-67) pour passer en seconde semaine. Où il affronte et bat en trois set très serré (7-62, 7-64, 7-64) l'Italien Andreas Seppi en 2 h 43. Se hissant en quart de finale où il s'impose contre Jo-Wilfried Tsonga (7-62, 6-4, 6-3) en 2 h 14, imposant son jeu et tenant les échanges contre le Français en dessous de son niveau, au cours d'un match marqué par une friction entre les deux joueurs. Il retrouve en demi-finale Roger Federer tête de série no 17, qui le bat pour la 19e fois (5-7, 3-6, 6-1, 6-4, 3-6) en trois heures de match intense et physique, où le Vaudois s'est réveillé qu'à partir du troisième set. Il est déçu de sa prestation, avec un problème de genou depuis le début du tournoi, mais pour lui : il y a plus de positif que de négatif à retirer.
Il revient en bonne forme au Masters d'Indian Wells avec un tableau ouvert, battant Paolo Lorenzi, Philipp Kohlschreiber (7-5, 6-3), puis le lucky loser Yoshihito Nishioka 70e mondial, malgré un match périlleux (3-6, 6-3, 7-64) en 2 h 13 alors que le Japonais servait pour le match dans l'ultime set à 4-5 et 5-6. Puis dans un match similaire, compliqué, il bat le 9e mondial Dominic Thiem (6-4, 4-6, 7-62) en 2 h 31 pour rallier le dernier carré. Il bat ensuite en tout juste une heure de jeu (6-3, 6-2), la surprise du tournoi Pablo Carreño-Busta pour rallier la finale, la première dans le désert californien et la quatrième en Masters 1000. Il rencontre son compatriote Roger Federer à nouveau, dans un match avec de jolies coups mais globalement dominé (4-6, 5-7) en 1 h 20, une bonne performance pour la suite et avec beaucoup d'émotions lors de l'interview, tout en gardant du positif. La semaine suivante, en raison des forfaits de Murray et Djokovic, Wawrinka devient tête de série no 1 au Masters de Miami pour la première fois dans cette catégorie. Il bat facilement Horacio Zeballos et Malek Jaziri avant d'être perturbé en huitième de finale par le 20e mondial, Alexander Zverev (6-4, 2-6, 1-6) perdant pour la deuxième fois en deux confrontations contre l'Allemand.

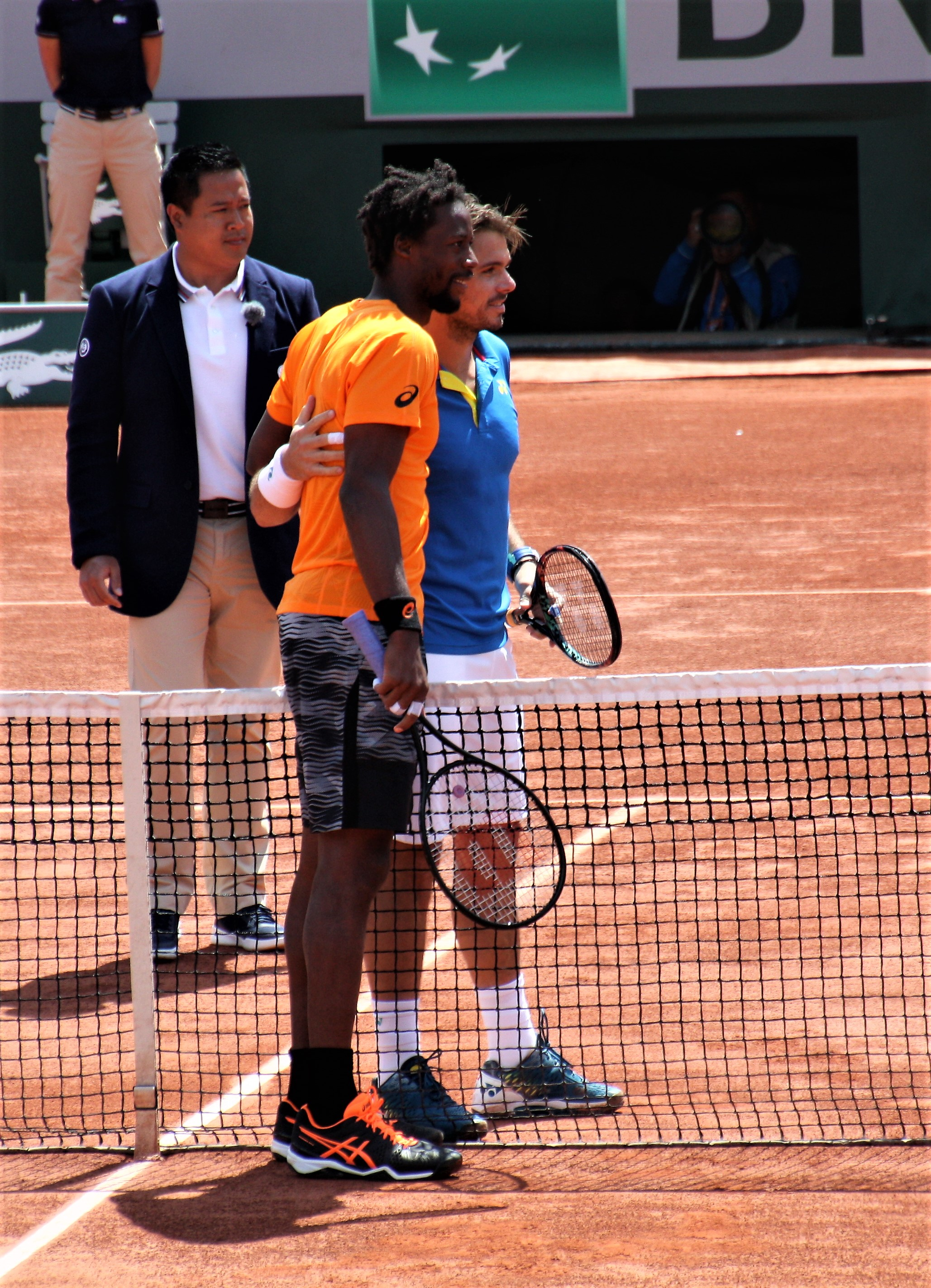
Aux Internationaux de France 2017.

Pour le début de la saison sur terre battue européenne, il participe au Masters de Monte-Carlo. Après avoir battu en moins d'une heure et demie en trois manches Jiří Veselý, il tombe en huitième contre l'Uruguayen Pablo Cuevas (4-6, 4-6), décevant mais réaliste sur sa prestation. Après de nouvelles contre-performances à Madrid et Rome, il revient avec une wild card au tournoi de Genève avec une meilleure forme et de la confiance retrouvée. Il remporte son 16e titre et le second consécutivement à Genève après avoir battu Rogério Dutra Silva sur abandon, Sam Querrey (4-6, 7-5, 6-2), Andrey Kuznetsov (6-3, 7-64) et en finale le qualifié Mischa Zverev (4-6, 6-3, 6-3) dans un match laborieux de 2 h 20. Il arrive avec du rythme et de la confiance aux Internationaux de France et bat pour son premier tour (6-2, 7-66, 6-3) le qualifié Josef Kovalík, puis le dangereux Alexandr Dolgopolov (6-4, 7-65, 7-5) dans un match de grande qualité. Il bat ensuite un autre joueur dangereux, l'Italien Fabio Fognini (7-62, 6-0, 6-2) après avoir été mené 2-5 dans la première manche, avant de dérouler progressivement pour aller en huitième. Il affronte le Français Gaël Monfils dans un match tendu. Sans jouer son meilleur match, il finit par s'imposer (7-5, 7-67, 6-2) sans perdre de set après 2 h 43 de combat intense dans les deux premiers sets et confirme sa domination sur les joueurs français en Grand Chelem. Il expédie en 1 h 40 (6-3, 6-3, 6-1) le Croate Marin Čilić, 8e mondial, en ne se faisant breaker qu'une seule fois, pour arriver dans le dernier carré à Paris sans perdre le moindre set, comme Rafael Nadal et Dominic Thiem. Il atteint la finale pour la 2e fois en 3 ans à la Porte d'Auteuil en battant en demi-finale Andy Murray, no 1 mondial de la discipline, en 5 sets (66-7, 6-3, 5-7, 7-63, 6-1) en 4 h 34 d'un match intense. Cela lui offre la possibilité de prendre le 2e rang mondial s'il s'offre sa 2e Coupe des Mousquetaires, et affronter Rafael Nadal est un « défi suprême » pour lui. Il s'incline lourdement en 2 h 05 contre l'Espagnol (2-6, 3-6, 1-6) qui remporte sa décima, perdant pour la première fois en finale d'un tournoi du Grand Chelem. Après ce match, il explique avoir eu des pensées parasites perturbant son jeu de jambes, son mental et ne pas avoir été suffisamment libéré sur le court.
La période sur gazon est moins prestigieuse pour lui cette année, avec des défaites d'entrée de tournois au Queen's (64-7, 5-7) contre le futur lauréat Feliciano López et ensuite contre le jeune Daniil Medvedev (4-6, 6-3, 4-6, 1-6) à Wimbledon. Ces défaites précoces et la victoire de Roger Federer au All England Club le font sortir du top 4 pour la première fois depuis un an, alors qu'il avait l'occasion de devenir no 1 mondial en gagnant Wimbledon.
Avant la tournée américaine, il annonce qu'il doit subir une opération du genou et met un terme à sa saison. Il était sur une série continue de 50 tournois du Grand Chelem depuis sa première participation avant son forfait pour l'US Open.
Malgré une fin de saison prématurée, il termine l'année dans le top 10, à la 9e place mondiale, une légère descente comparativement à l'année précédente (4e en 2016).
L'année s'achève également par l'annonce de la fin de la collaboration avec son entraîneur Magnus Norman. Sous ses ordres, du printemps 2013 à octobre 2017, treize de ses 16 titres ATP ont ainsi été conquis, dont les trois obtenus en Grand Chelem (Open d'Australie 2014, Roland-Garros 2015 et US Open 2016). Le Suisse s'est en outre hissé jusqu'à la 3e place mondiale, son meilleur classement en carrière. Yannick Fattebert et l'ancien prépararateur de Roger Federer Pierre Paganini, qui ont rejoint son staff d'entraîneurs en novembre, resteront à ses côtés en 2018.

### 2018: retour difficile, chute au classement ATP et sortie du top 50
Après une opération au genou et six mois d'absence sur le court, Stanislas Wawrinka revient sur le circuit pour l'Open d'Australie mais sans être prêt à 100 % physiquement. Il s'impose difficilement pour son premier match (6-3, 6-4, 2-6, 7-62) face à Ričardas Berankis puis s'incline au 2e tour sèchement (2-6, 1-6, 4-6) encore trop diminué contre la révélation du tournoi, Tennys Sandgren. Il se montre malgré tout heureux et satisfait de son retour, avec le simple plaisir de rejouer au tennis. À la suite du tournoi, il sort du top 10 (descendant à la 15e place mondiale), une première depuis le 27 mai 2013.
En février, il participe à l'Open de Sofia en tant que tête de série numéro 1. Il passe le qualifié Martin Kližan (4-6, 6-2, 6-3) et Viktor Troicki (6-1, 7-63), mais s'incline (66-7, 4-6) contre le qualifié et futur lauréat, Mirza Bašić. Au tournoi de Rotterdam, il s'incline (6-4, 3-6, 2-6) de façon surprenante au 1er tour contre le jeune local Tallon Griekspoor alors 259e mondial.
Il fait son retour à la compétition au Masters de Rome mais s'incline dès le premier tour contre Steve Johnson (4-6, 4-6). Il remporte un match au tournoi de Genève où il est double tenant du titre, mais s'incline en quart contre le Hongrois Márton Fucsovics. La semaine suivante à Roland-Garros, il est battu dès le premier tour par Guillermo García-López alors qu'il devait défendre une finale. Il chute alors à la 263e place mondiale, soit son classement le plus bas depuis août 2003, alors qu'il n'était plus sorti du top 50 depuis près de 11 ans.
Il commence la saison sur gazon avec des résultats mitigés au Queen's et à Eastbourne, où il tombe notamment au premier tour face à Andy Murray, également sorti du top 100 à la suite d'une blessure. Il s'aligne ensuite à Wimbledon, où il fait sensation dès le premier tour, puisqu'il bat le Bulgare Grigor Dimitrov, 6e joueur mondial (1-6, 7-63, 7-65, 6-4). Il s'agit alors de sa première victoire sur un joueur du top 10 depuis plus d'un an (Andy Murray en demi-finale des Internationaux de France 2017).
En août sur le ciment américain, d'abord au Masters du Canada, il vainc la tête de série numéro 16, Nick Kyrgios (1-6, 7-5, 7-5) puis dans un scénario similaire, il passe le Hongrois Márton Fucsovics (1-6, 7-62, 7-610) dans une rencontre encore plus serrée. Il tient ensuite tête au no 1 mondial, Rafael Nadal mais s'incline en huitième de finale (5-7, 64-7) contre le futur lauréat. Puis au Masters de Cincinnati, il passe en trois manches Diego Schwartzman, puis Kei Nishikori (6-4, 6-4) et à nouveau Fucsovics mais plus facilement (6-4, 6-3) pour se qualifier en quart de finale. À ce stade, il résiste et passe non loin de battre le 2e mondial Roger Federer (7-62, 66-7, 2-6) qui ira jusqu'en finale,. À l'US Open, il bat au premier tour le no 8 mondial Grigor Dimitrov (6-3, 6-2, 7-5) en 2 h 24, puis passe en quatre manches le jeune Français Ugo Humbert (7-65, 4-6, 6-3, 7-5), avant de s'incliner au troisième tour contre Milos Raonic (66-7, 4-6, 3-6).
Les meilleures performances réalisées depuis Wimbledon lui permettent de réintégrer le top 100 pour la première fois depuis les Internationaux de France. Il pointe ainsi à la 88e place à la suite de l'US Open.
En indoor à l'Open de Saint-Pétersbourg, il bat Karen Khachanov (7-610, 7-61) et Damir Džumhur avant de perdre en demi-finale face à Martin Kližan (6-4, 3-6, 5-7) alors qu'il servait pour le match à 5-4 dans l'ultime manche.

### 2019: deux finales, 1/4 de finale à Roland-Garros et à l'US Open, retour dans le top 20
Stanislas Wawrinka change son programme et décide de disputer l'Open de Doha. Après une victoire sur le 11e mondial Karen Khachanov (7-67, 6-4), il s'incline en quart de finale en deux sets (4-6, 4-6) face à Roberto Bautista-Agut, qui remportera le tournoi.
À l'Open d'Australie, il commence son tournoi contre le Letton Ernests Gulbis dont il profite de l'abandon au 2e set (3-6, 3-1 ab.) puis joue un match intense au 2e tour face à Milos Raonic contre qui il perd en 4 sets et autant de tie-breaks (7-64, 66-7, 611-7, 65-7). Il enchaîne avec le tournoi de Sofia où il est battu d'entrée par Marius Copil en 3 sets (6-3, 65-7, 4-6). Il s'aligne ensuite à l'Open de Rotterdam où il bat Benoît Paire (7-64, 6-1), prend sa revanche sur Milos Raonic (6-4, 7-64) et élimine le jeune Canadien Denis Shapovalov (6-4, 7-64) pour retrouver le dernier carré. Le Suisse se qualifie pour sa première finale depuis deux ans après sa victoire sur le Japonais et la tête de série no 1, Kei Nishikori (6-2, 4-6, 6-4). Dans une rencontre assez décousue, faite de hauts et de bas de chaque côté, il s'incline finalement (3-6, 6-1, 2-6) face au Français Gaël Monfils.

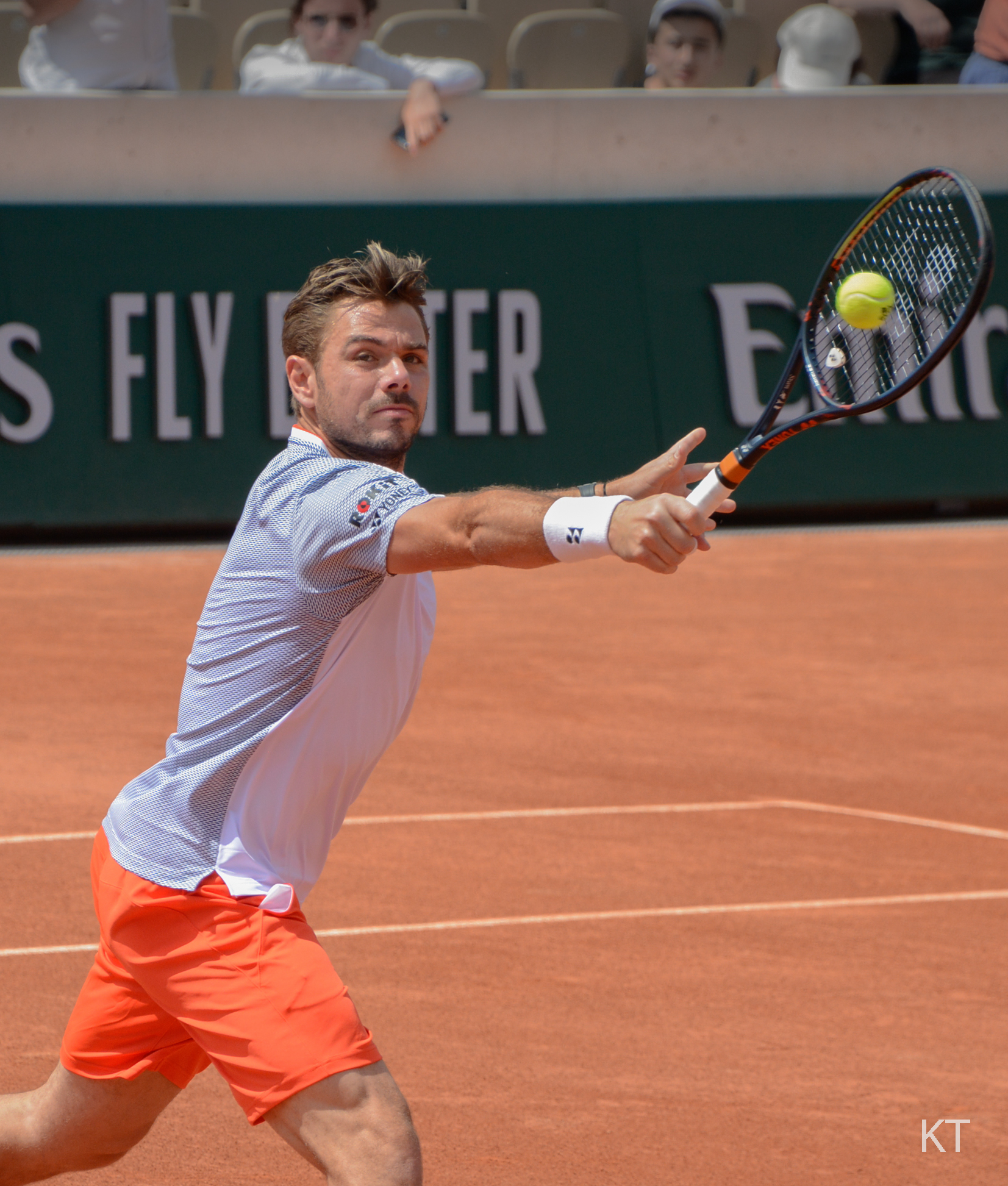
Aux Internationaux de France 2019.

Pour se préparer à la tournée américaine sur ciment, il joue à Acapulco où il passe deux tours contre les Américains Ryan Harrison (6-4, 7-66) et Steve Johnson (7-65, 6-4) avant de s'incliner contre l'imprévisible Nick Kyrgios (5-7, 7-63, 4-6), futur vainqueur du tournoi. En mars au Masters d'Indian Wells, il bat Daniel Evans (64-7, 6-3, 6-3) et Márton Fucsovics (6-4, 65-7, 7-5) avant de s'incliner face au 4e joueur mondial Roger Federer (3-6, 4-6). Et au Masters de Miami, il est tête de série no 30 et bénéficie d'un bye au premier tour, mais perd d'entrée face au Serbe Filip Krajinović (7-5, 2-6, 65-7).
Sur terre battue, au Masters de Madrid, il atteint un quart de finale après des victoires sur Guido Pella et Kei Nishikori en deux manches. Il s'incline ensuite sèchement (1-6, 2-6) contre Rafael Nadal.
Stanislas Wawrinka est 28e mondial et tête de série no 24 quand il se présente à Roland-Garros. Il bat successivement le 132e mondial, le Slovaque Jozef Kovalík, en quatre sets (6-1, 63-7, 6-2, 6-3), le 37e mondial, le jeune Chilien Cristian Garín, en trois sets (6-1, 6-4, 6-0) et le 46e mondial, le Bulgare Grigor Dimitrov, en trois sets serrés (7-65, 7-64, 7-68). Il signe par la même occasion son 500e succès sur le circuit ATP en carrière. En huitième de finale, il est opposé au jeune Grec prometteur et tête de série no 6 Stéfanos Tsitsipás, qu'il parvient à dominer en cinq sets au terme d'un match épique de 5 h 9 minutes, sous une température de plus de 30 °C et avec des vents tourbillonnants (7-66, 5-7, 6-4, 3-6, 8-6),. En quart de finale, il est éliminé par son compatriote Roger Federer pour leur 26e duel en quatre sets (64-7, 6-4, 65-7, 4-6) après 3 h 35 d'un combat disputé,.
Tête de série no 22 à Wimbledon, il élimine facilement au premier tour, le Belge Ruben Bemelmans en 3 manches (6-3, 6-2, 6-2) puis se fait éliminer au deuxième tour par le jeune Américain de 21 ans Reilly Opelka au terme d'un match en cinq sets de plus de 3 heures (5-7, 6-3, 6-4, 4-6, 6-8).
À l'US Open, il se qualifie pour les huitièmes de finale où il affronte Novak Djokovic. Après la perte des deux premiers sets, le Serbe abandonne, blessé à l'épaule (6-4, 7-5, 2-1 ab.) après 1 h 46 de jeu,. Stanislas Wawrinka se fait ensuite éliminer en quart par Daniil Medvedev, futur finaliste, en quatre sets (66-7, 3-6, 6-3, 1-6) en 2 h 34 min.
Après une blessure au pied qui l'empêche de participer à la tourné asiatique, il reprend la compétition à Anvers. Il bat Feliciano López (64-7, 6-4, 7-64), Gilles Simon (6-3, 66-7, 6-2) et l'Italien Jannik Sinner (6-3, 6-2) pour se qualifier pour sa 30e finale. Il y est éliminé en 3 sets par Andy Murray pour leur 20e confrontation. Il s'incline en trois sets serrés (6-3, 4-6, 4-6) après avoir eu deux balles de double break dans le deuxième set à 3-1.

### 2020-2022: 1/4 de finale à l'Open d'Australie, puis long retrait du circuit à cause d'une blessure

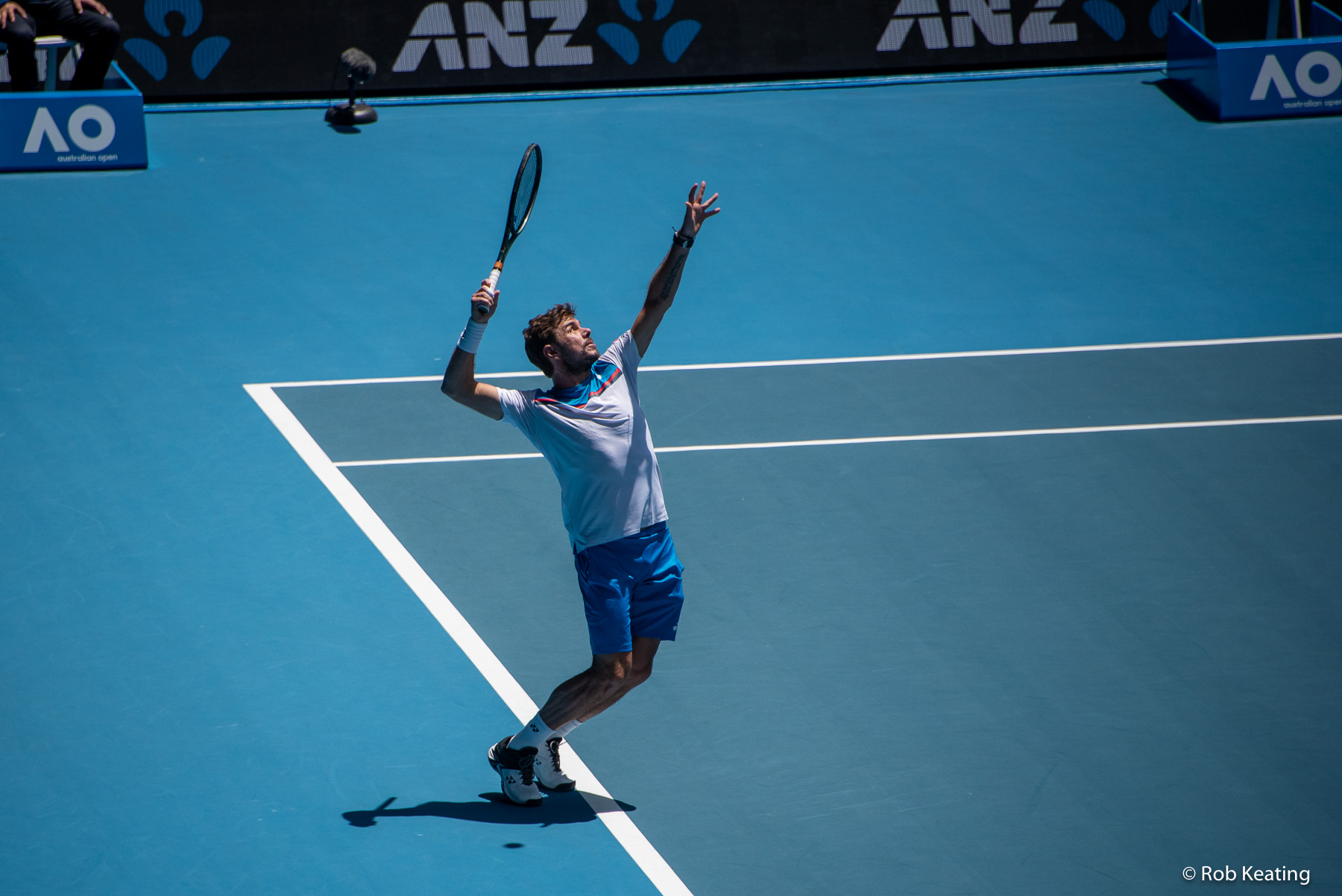
À l'Open d'Australie 2020.

Stanislas Wawrinka commence comme l'année précédente en disputant l'Open de Doha. Après des victoires sur Jérémy Chardy et Aljaž Bedene, il s'incline aux portes de la finale en trois sets (6-3, 5-7, 3-6) face au Français Corentin Moutet.
À l'Open d'Australie, il commence son tournoi contre Damir Džumhur qu'il vainc difficilement en quatre manches serrées, puis en cinq sets l'Italien Andreas Seppi et profite de l'abandon de John Isner pour rallier les huitièmes de finale. Il écarte ensuite le Russe Daniil Medvedev (6-2, 2-6, 4-6, 7-62, 6-2) après 3 h 25 de jeu, se vengeant de sa défaite à l'US Open. En quarts de finale, il perd (6-1, 3-6, 4-6, 2-6) face à l'Allemand Alexander Zverev après 2 h 19 de jeu,.
Pour se préparer à la tournée américaine sur ciment, il joue à Acapulco où il passe deux tours contre Frances Tiafoe (6-3, 64-7, 7-61) et Pedro Martínez (6-4, 6-4) avant de s'incliner contre Grigor Dimitrov (4-6, 4-6).
Après la suspension du circuit ATP à cause de la pandémie de Covid-19, Wawrinka fait son retour en Challenger sur terre battue en zappant la tournée américaine. Il remporte le Challenger de Prague en battant en finale Aslan Karatsev (7-62, 6-4). Sur le circuit ATP, au Masters de Rome, il s'incline au premier tour contre le jeune Italien de 18 ans, Lorenzo Musetti (0-6, 62-7). Enfin à Roland-Garros, il bat sans problème Andy Murray (6-1, 6-3, 6-2) dans une rencontre à sens unique de 1 h 37, puis Dominik Köpfer avant de s'incliner au troisième tour (6-2, 3-6, 3-6, 6-4, 0-6) face au jeune Français Hugo Gaston.
En indoor, il atteint les quarts de finale à Saint-Pétersbourg où il perd contre Denis Shapovalov (4-6, 5-7). Au Masters de Paris-Bercy, il s'impose contre Daniel Evans, Tommy Paul (4-6, 7-63, 6-2) et Andrey Rublev (1-6, 6-4, 6-3). Il cale en quarts de finale face à Alexander Zverev (3-6, 61-7).
En 2021, il ne dispute que trois tournois dont l'Open d'Australie avec une sortie prématurée au second tour, avant de se retirer du circuit dès le mois de mars après le tournoi de Doha pour une blessure aux tendons.
Absent du circuit durant plus d'un an, il fait son retour en mars 2022 sur terre battue au Challenger de Marbella.

### 2023: retour

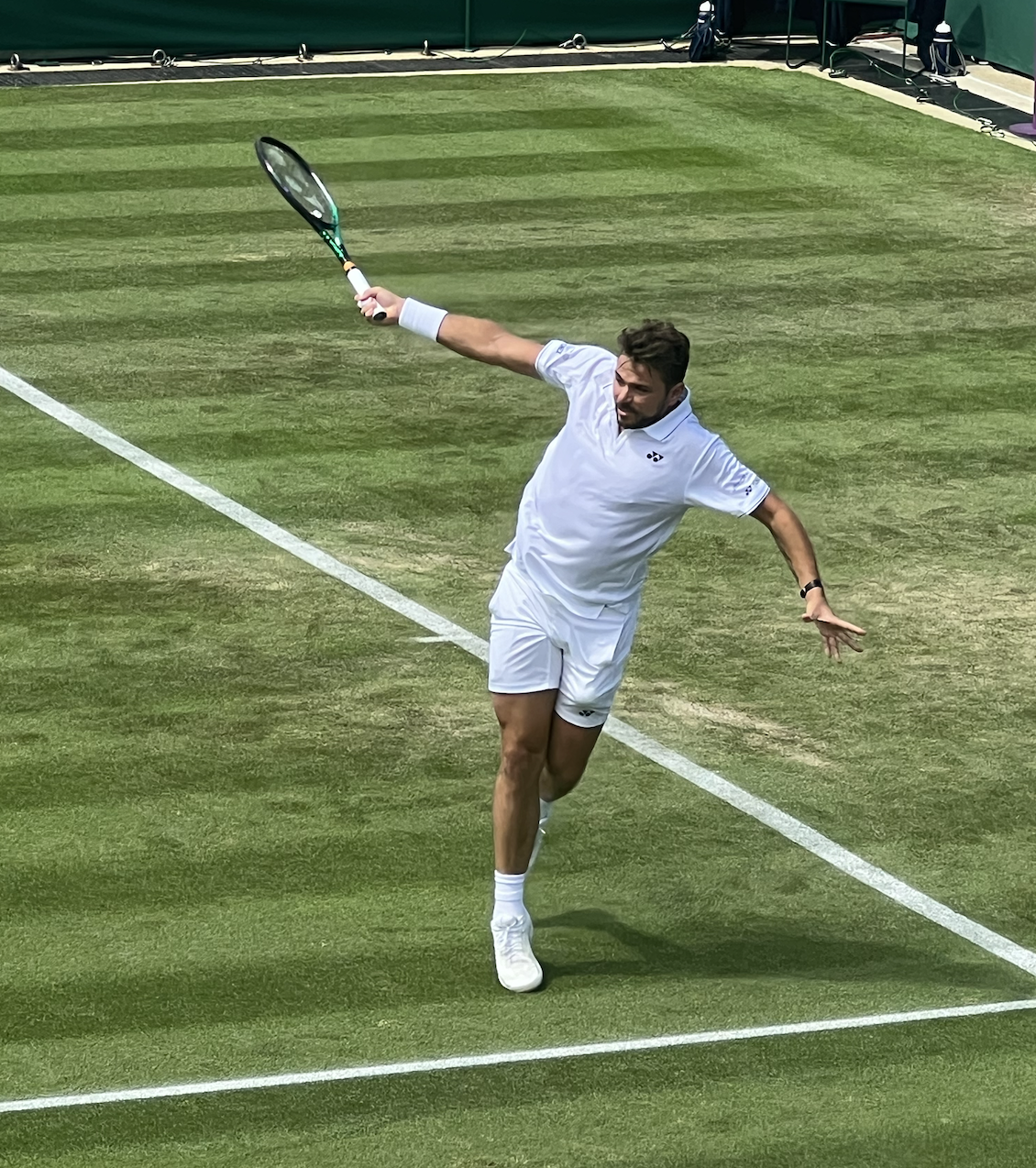
Wawrinka frappe un revers au premier tour de Wimbledon 2023.

À Wimbledon, Wawrinka atteint le troisième tour en battant Emil Ruusuvuori et le 32e mondial Tomás Martín Etcheverry. Il y retrouve Novak Djokovic contre qui il s'incline après l'avoir poussé au tie-break dans le dernier set.
Une semaine plus tard, il bat lors du tournoi d'Umag Filip Misolic (6-3, 6-2), Federico Coria (7-5, 6-1), l'Espagnol Roberto Carballés Baena (6-4, 7-5) et la tête de série numéro deux Lorenzo Sonego (6-3, 6-4) pour disputer sa première finale sur le circuit ATP depuis quatre ans et la première sur terre depuis 2017. Il perd face à Alexei Popyrin (7-65, 3-6, 4-6).
À l'US Open, entre la fin du mois d'août et le début du mois de septembre, Wawrinka (ATP 49) élimine Yoshihito Nishioka (ATP 44) puis Tomás Martín Etcheverry (ATP 34) et se qualifie pour le troisième tour. À 38 ans, il devient le joueur le plus âgé à ce stade de la compétition depuis Jimmy Connors en 1991. En seizième de finale, il affronte le 6e mondial Jannik Sinner contre qui il résiste et prend un set (6-3, 2-6, 6-4, 6-2) mais doit s'incliner après 2 h 58.

### 2024: saison compliquée, sortie du top 100
Stanislas Wawrinka commence sa saison par un échec lors de l'Open d'Australie. Il ne passe qu'un tour à Buenos Aires, en éliminant Pedro Cachín. Il alterne ensuite des échecs entre premier et second tour.
Il lui faut donc attendre le tournoi de Stockholm pour enfin obtenir de bons résultats. Il y élimine Brandon Nakashima (6-4, 6-4), puis Alejandro Davidovich Fokina (6-4, 3-6, 7-5) et la tête de série no 1 Andrey Rublev (7-65, 7-65). Tommy Paul l'élimine ensuite en deux sets (6-3, 6-2). C'est son meilleur résultat de l'année.
Avec des résultats mitigés en 2024, il passe de la 49e place mondiale à la 161e, passant même par un classement au-delà de la 230e place mondiale entre septembre et octobre.

2025:Finale au challenger Aix-En-Provence et quart de finale au tournoi de Naples

## Style de jeu
Stanislas Wawrinka est un joueur puissant qui développe un jeu d'attaque plutôt fluide et en variations, exploitant une très bonne technique grâce à une impeccable mobilité, un excellent timing, et un grand sens du jeu. Wawrinka est un joueur qui aime dicter le jeu pour marquer son empreinte sur le match et ainsi mettre la pression à son adversaire grâce à ses lourdes frappes du fond de court. Il est également doté d'une grande endurance physique, ce qui a mené Roger Federer à le surnommer « Stanimal », surnom repris par les médias et les joueurs français.
Joueur de terre battue à ses débuts, il s'est adapté à toutes les autres surfaces au cours de sa carrière. Sur gazon, il a joué un match extraordinaire contre Andy Murray, en cinq sets à Wimbledon en 2009 et atteint les quarts de finale de Wimbledon 2014, perdant en quatre manches contre son compatriote Roger Federer. Sur terre battue, il a remporté cinq titres dont le Masters 1000 de Monte-Carlo en 2014 et Roland-Garros en 2015. Il a également atteint la finale du Masters 1000 de Rome en 2008 et de Madrid en 2013. Sur dur, il a remporté quatre fois l'Open de Chennai en 2011, 2014, 2015 et 2016. Il a remporté l'Open d'Australie en 2014 et l'US Open en 2016. Il a d'ailleurs joué l'un des meilleurs matchs de sa carrière sur cette surface, à l'Open d'Australie 2014, en battant Novak Djokovic alors triple tenant du titre à Melbourne lors des quarts de finale en cinq sets et quatre heures de jeu.
Cependant, il est parfois imprécis en raison de son jeu à haute prise de risque et peut être sensible à la pression aux moments clés de matchs importants, même si cette tendance est clairement à la baisse depuis sa collaboration avec Magnus Norman en 2013.

### Coup droit

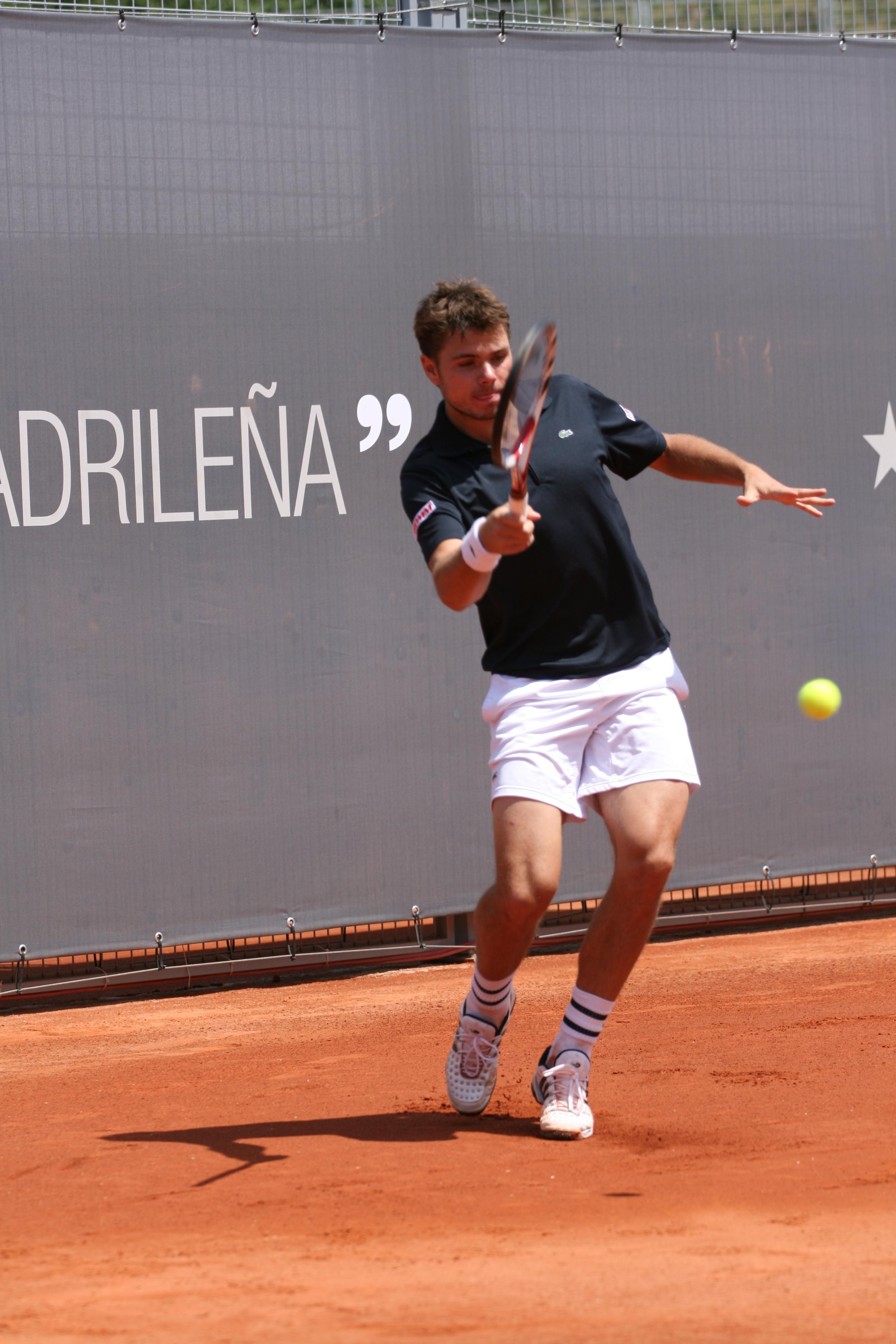
Jouant un coup droit au tournoi de Madrid 2009.

Bien qu'il ne soit pas le meilleur coup de son jeu, Stanislas Wawrinka possède un très bon coup droit sur lequel il peut s'appuyer avec certitude. Très solide du fond de court, il arrive parfaitement à tenir la cadence avec celui-ci ou faire la différence grâce à de subites accélérations quelle que soit sa position dans le terrain.
Son coup droit qui était considéré comme sa principale faiblesse au début de sa carrière a beaucoup progressé au cours des années pour devenir aujourd'hui un point fort dans la lignée avec le reste de son jeu. Rapide et puissant, il peut le jouer à plat ou lifté en fonction de l'adversaire ou des conditions de jeu. Il est particulièrement efficace sur terre battue et sur dur car le rebond généralement assez haut lui permet de le frapper à hauteur d'épaule et de déployer sa pleine puissance.
Son coup droit lui est également très bénéfique lorsqu'il l'exécute en bout de course, prenant de nombreux adversaires à contre-pied, ou leur rendant la balle quasiment impossible à contrôler. Mais cela reste lorsqu'il est frappé à plat en prise de balle tardive du fond de court que son coup droit est le plus cinglant.

### Revers

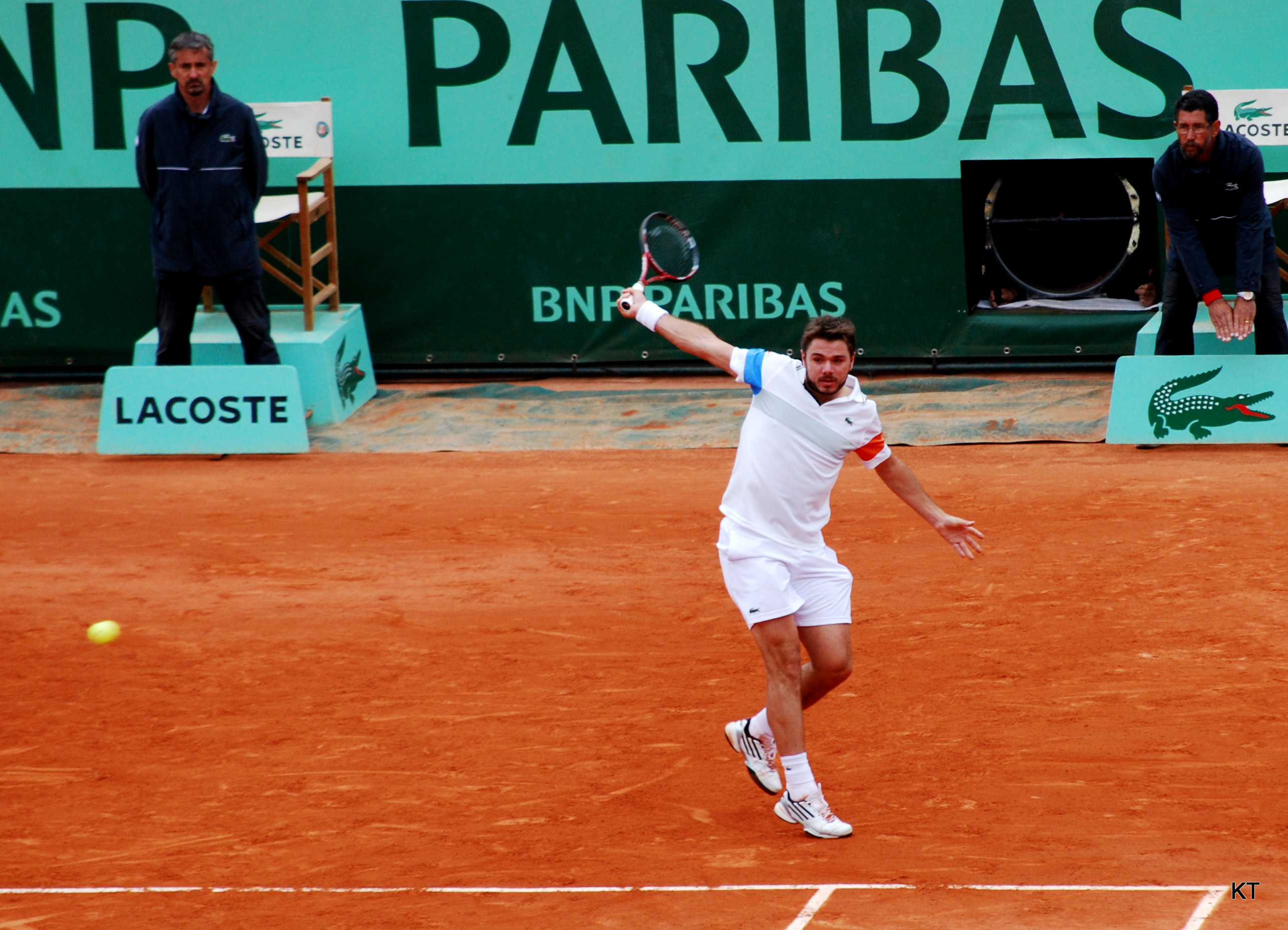
Jouant son meilleur coup (le revers) au tournoi de Roland-Garros 2011.

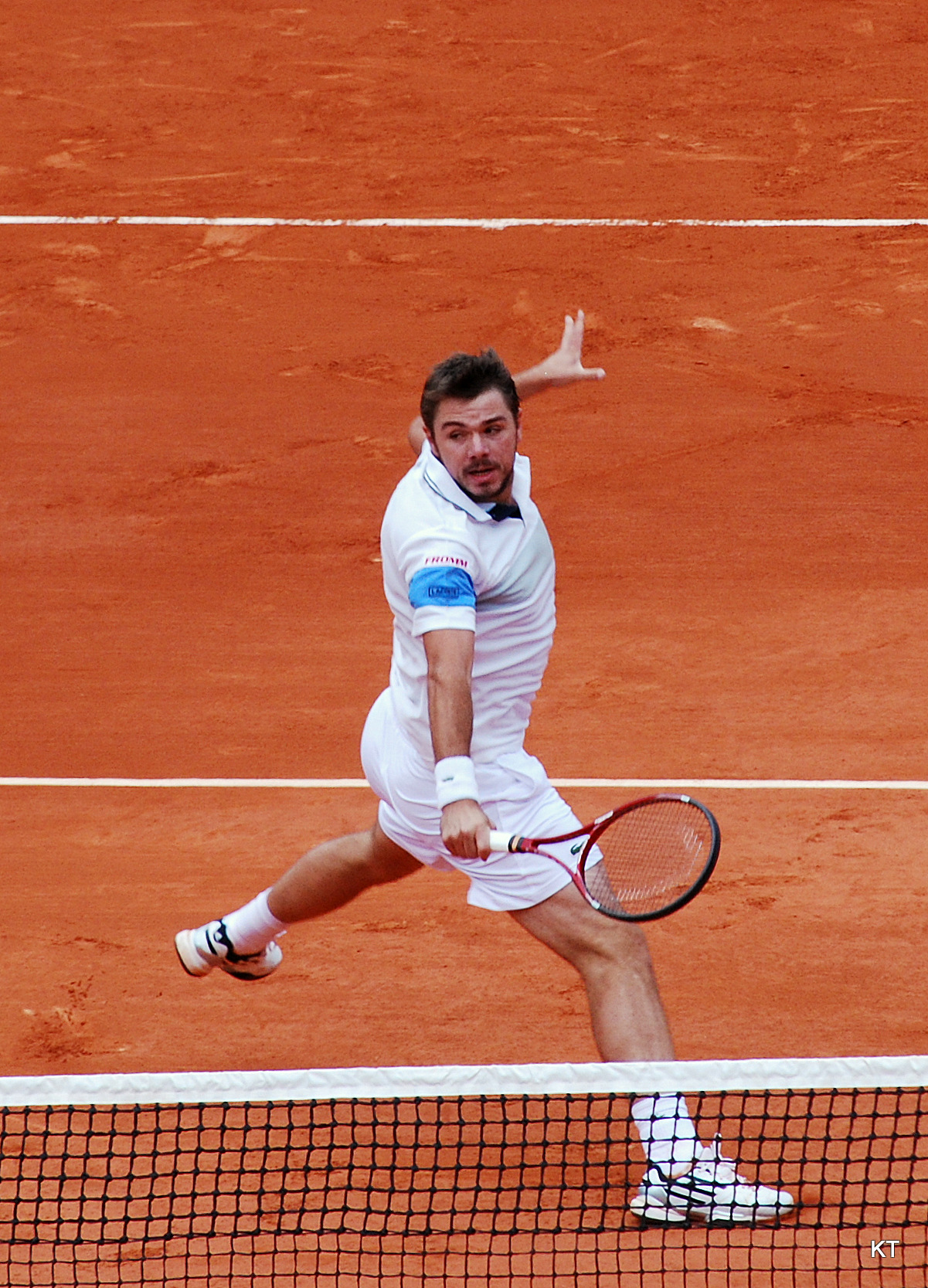
Effectuant une volée de revers au tournoi de Roland-Garros 2011.

Son revers à une main, décrit comme « le plus puissant du circuit actuel » par John McEnroe, est le principal atout de son jeu. Frappé lifté ou à plat, celui-ci est basé sur la préparation d'un jeu d'attaque de fond de court lui permettant d'avancer progressivement dans le terrain et de dicter l'échange.
Variant régulièrement les effets en alternant prise de balle tardive ou précoce à sa convenance, son revers lui permet aussi bien de contrer les frappes lourdes des joueurs puissants que de frapper un coup gagnant à tout moment et de n'importe quelle partie du court. La qualité de son slice est par ailleurs d'une efficacité redoutable, lui permettant à la fois de casser le rythme des échanges et de faire reculer son adversaire lorsqu'un point est mal engagé mais aussi de retourner les gros serveurs.
Aussi, Wawrinka joue régulièrement des revers chopés (effet coupé vertical donné à la balle) pour ainsi surprendre ses adversaires et les mettre dans des positions inconfortables pour jouer le coup suivant. C'est de cette manière également que quelquefois contre le cours du jeu, il exécute des revers chopés courts sans vraiment de consistance pour astucieusement faire monter son adversaire au filet et dans la foulée finir le point avec un passing-shot. Néanmoins, c'est en puissance à plat que Wawrinka joue le plus souvent ses revers et c'est ainsi qu'ils sont les plus efficaces.
Et contrairement à la majorité des joueurs, il ne tourne presque jamais autour de son revers pour jouer avec son coup droit. Il prend tout autant le jeu à son compte avec et y fait les points gagnants comme les fautes directes.

### Volée
Malgré un style basé avant tout sur l'attaque de fond de court, il n'hésite pas à prendre d'assaut le filet lorsqu'il en a l'occasion pour conclure un point. Sans être un virtuose de la volée comme l'ont pu être ses idoles de jeunesses Pete Sampras et Patrick Rafter, Wawrinka est néanmoins un joueur très adroit au filet.
Son excellente vision du jeu lui permet généralement de volleyer au bon moment pour gêner son adversaire et son bon toucher de balle donne des balles très difficiles à renvoyer. Il lui arrive ainsi occasionnellement de varier son jeu avec l'usage du service-volée pour priver son adversaire de rythme ou pour s'octroyer des points faciles sans trop faire d'efforts quand il se sent menacé en fond de court.
Il peut cependant se retrouver en difficulté quand sa première volée n'est pas décisive, le mettant ainsi en danger face à des joueurs excellents en défense, tels que Rafael Nadal, Novak Djokovic, Andy Murray ou encore David Ferrer.

### Service

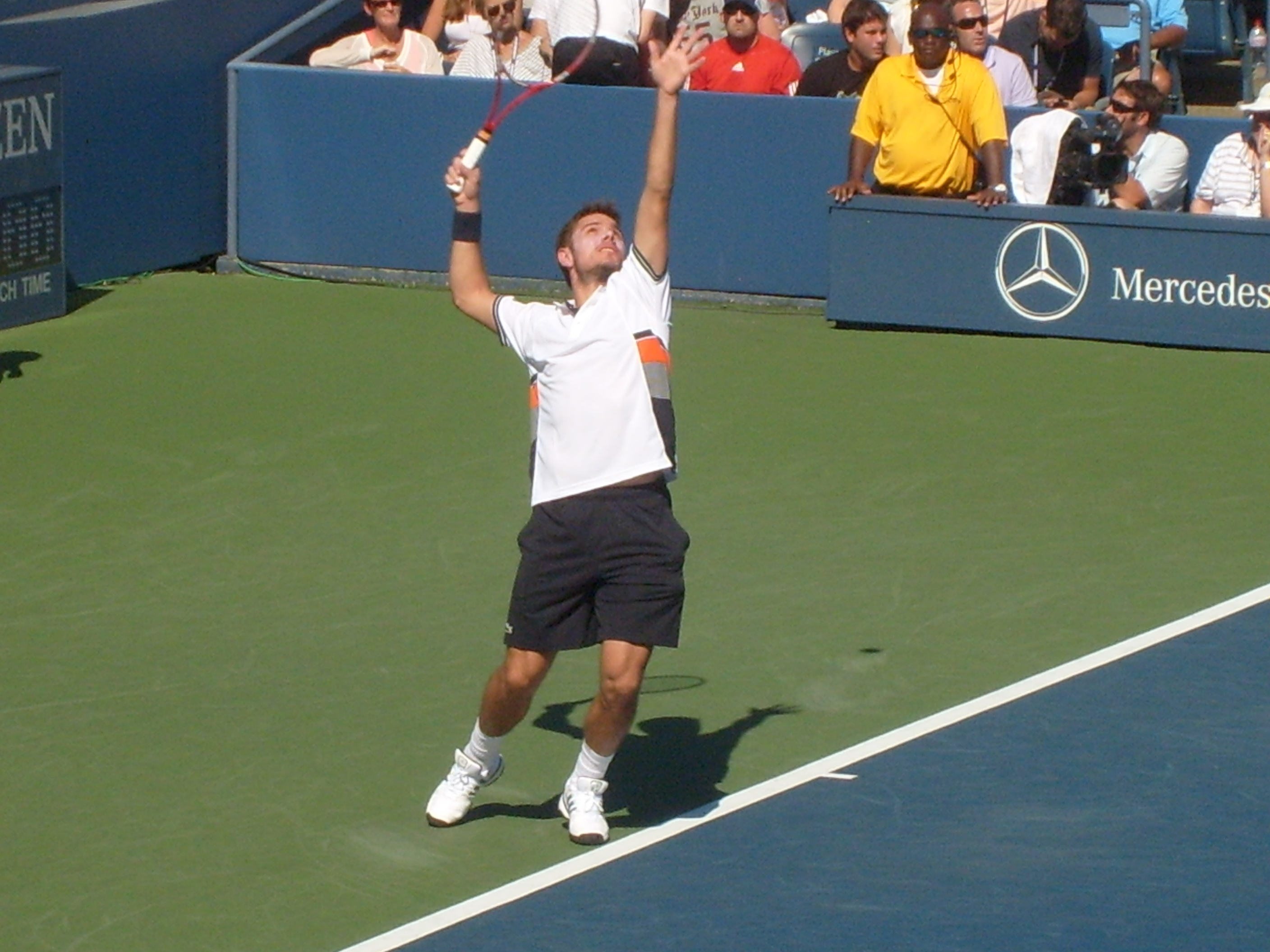
Effectuant sa flexion des jambes au moment de servir à l'US Open 2010.

Stanislas Wawrinka dispose d'un service très performant, précis et puissant, dépassant régulièrement les 210 km/h, ceci malgré une taille relativement petite pour un grand serveur (1,83 m). Il sait donc compenser ce handicap par une technique efficace au point que son service le plus rapide a été chronométré à 234 km/h.
Bien qu'étant un joueur ne passant pas toujours beaucoup de premières balles, sa puissance et ses variations au service peuvent néanmoins très rapidement lui permettre de prendre l'avantage à l'échange. La qualité de son service kické est également très bonne, rendant ses deuxièmes balles particulièrement difficiles à contrôler, comme l'illustre son match contre Novak Djokovic à l'Open d'Australie 2014 où le Serbe, connu pour être un retourneur hors pair, peinait à prendre l'ascendant sur les deuxièmes balles du Suisse.
À Roland-Garros en 2013, il a terminé 3e meilleur serveur en nombre d'aces du tournoi juste derrière deux spécialistes de la discipline, John Isner et Milos Raonic. Il a également terminé meilleur serveur en nombre d'aces à l'Open d'Australie 2014 qu'il a remporté, en réalisant 81 tout au long du tournoi, devançant le géant sud-africain Kevin Anderson de deux unités.

## Palmarès

### En simple messieurs
| 16 titres en simple | 3 G. Chelem | 3 G. Chelem | 3 G. Chelem | 3 G. Chelem | 0 Masters | 0 Masters | 0 Masters   | 0 Masters   | 1 Masters 1000 | 1 Masters 1000 | 1 Masters 1000 | 1 Masters 1000 | 3 ATP 500          | 3 ATP 500          | 3 ATP 500          | 3 ATP 500          | 9 ATP 250          | 9 ATP 250          | 9 ATP 250      | 9 ATP 250      | 0 JO           | 0 JO           | 0 JO           | 0 JO           |
| 16 titres en simple | 9 sur dur   | 9 sur dur   | 9 sur dur   | 9 sur dur   | 9 sur dur | 9 sur dur | 0 sur gazon | 0 sur gazon | 0 sur gazon    | 0 sur gazon    | 0 sur gazon    | 0 sur gazon    | 7 sur terre battue | 7 sur terre battue | 7 sur terre battue | 7 sur terre battue | 7 sur terre battue | 7 sur terre battue | 0 sur moquette | 0 sur moquette | 0 sur moquette | 0 sur moquette | 0 sur moquette | 0 sur moquette |

## Meilleures performances par année
- 2003
  - Titre junior à Roland-Garros
  - Premier match sur le circuit ATP à Gstaad
  - Première victoire sur le circuit principal à Amersfoort
  - Deux premiers titres en Challenger à San Benedetto et Genève
- 2004
  - Deux nouveaux titres en Challenger à Barcelone et à Genève
- 2005
  - Première victoire sur un joueur du top 30, Sébastien Grosjean
  - Premier quart de finale sur le circuit principal à Barcelone
  - Première participation et première victoire dans un Masters Series à Rome
  - Première participation et premières victoires dans un Grand Chelem à Roland Garros
  - Première finale sur le circuit ATP à Gstaad
  - Première victoire sur un joueur du top 10 à l'US Open
- 2006
  - Première victoire sur herbe à Wimbledon
  - Premier titre ATP à Umag à la suite de l'abandon de Novak Djokovic en finale
  - Première victoire sur un joueur du top 5 à Cincinnati
- 2007
  - Premier huitième de finale en Grand Chelem à l'US Open
- 2008
  - Première finale en Masters 1000 à Rome
  - Première entrée dans le top 10
  - Médaille d'or olympique en double avec Roger Federer
- 2009
  - Demi-finaliste au Masters de Monte-Carlo et première victoire sur Roger Federer
  - Vainqueur au Challenger de Lugano
- 2010
  - Finaliste à Chennai
  - Vainqueur à Casablanca
  - Vainqueur au Challenger de Lugano
  - Premier quart de finale en Grand Chelem à l'US Open
- 2011
  - Vainqueur à Chennai
  - Quart de finaliste à l'Open d'Australie
  - Demi-finaliste à Bâle
- 2012
  - Demi-finaliste à Buenos Aires et à Acapulco
  - Porte drapeau de la délégation suisse aux Jeux olympiques
  - Demi-finaliste au Masters de Cincinnati
- 2013
  - Énorme match en huitièmes de finale à l'Open d'Australie face à Novak Djokovic (perdu seulement 10-12 au 5e set)
  - Défaite de 7 h 02 associé à Marco Chiudinelli dans le plus long match de double de l'histoire de la Coupe Davis face à la République tchèque
  - Finaliste à Buenos Aires
  - Vainqueur à Oeiras
  - Finaliste au Masters de Madrid
  - Quart de finaliste à Roland Garros
  - Finaliste à Bois-le-Duc sur gazon
  - Première demi-finale en Grand Chelem à l'US Open
  - Demi-finaliste aux ATP World Tour Finals
- 2014
  - Vainqueur à Chennai
  - Vainqueur à l'Open d'Australie et première victoire sur un no 1 mondial (Rafael Nadal)
  - Vainqueur au Masters de Monte-Carlo (finale disputée face à Roger Federer)
  - Premier quart de finale à Wimbledon
  - Quart de finaliste à l'US Open
  - Demi-finaliste aux ATP World Tour Finals (malgré quatre balles de match en demi-finale contre Roger Federer)
  - Vainqueur de la Coupe Davis avec l'équipe de Suisse
- 2015
  - Vainqueur à Chennai
  - Demi-finaliste à l'Open d'Australie
  - Vainqueur à Rotterdam
  - Demi-finaliste au Masters de Rome et première victoire face à Rafael Nadal sur terre battue
  - Première victoire sur Roger Federer en Grand Chelem en quart de finale de Roland-Garros
  - Vainqueur de Roland-Garros avec victoire finale contre le no 1 mondial Novak Djokovic
  - Quart de finaliste à Wimbledon
  - Demi-finaliste à l'US Open
  - Vainqueur à Tokyo
  - Demi-finaliste au Masters de Paris-Bercy
  - Demi-finaliste aux ATP World Tour Finals
- 2016
  - Vainqueur à Chennai
  - Vainqueur à Dubaï
  - Vainqueur à Genève
  - Demi-finaliste à Roland-Garros
  - Demi-finaliste au Masters du Canada
  - Vainqueur à l'US Open avec victoire finale contre le no 1 mondial Novak Djokovic
  - Finaliste à Saint-Pétersbourg
- 2017
  - Demi-finaliste à Brisbane
  - Demi-finaliste à l'Open d'Australie
  - Finaliste au Masters d'Indian Wells
  - Vainqueur à Genève
  - Finaliste de Roland-Garros
- 2018
  - Demi-finaliste à Sofia
  - Demi-finaliste à Saint-Pétersbourg
- 2019
  - Finaliste à Rotterdam
  - Finaliste à Anvers
- 2020
  - Demi-finaliste à Doha
  - Vainqueur au Challenger de Prague
- 2022
  - Demi-finaliste à Metz
- 2023
  - Finaliste à Umag
- 2024
  - Demi-finaliste à Stockholm

## Parcours dans les tournois majeurs
| Année            | 2005 | 2006 | 2007 | 2008 | 2009 | 2010 | 2011 | 2012 | 2013 | 2014 | 2015 | 2016 | 2017 | 2018 | 2019 | 2020 | 2021 | 2022 | 2023 | 2024 | 2025 |
| ---------------- | ---- | ---- | ---- | ---- | ---- | ---- | ---- | ---- | ---- | ---- | ---- | ---- | ---- | ---- | ---- | ---- | ---- | ---- | ---- | ---- | ---- |
| Open d'Australie | -    | 2T   | 3T   | 2T   | 3T   | 3T   | 1/4  | 3T   | 1/8  | V    | 1/2  | 1/8  | 1/2  | 2T   | 2T   | 1/4  | 2T   | -    | 1T   | 1T   | 1T   |
| Roland-Garros    | 3T   | 1T   | 2T   | 3T   | 3T   | 1/8  | 1/8  | 1/8  | 1/4  | 1T   | V    | 1/2  | F    | 1T   | 1/4  | 3T   | -    | 1T   | 2T   | 2T   | 1T   |
| Wimbledon        | 1T   | 3T   | 1T   | 1/8  | 1/8  | 1T   | 2T   | 1T   | 1T   | 1/4  | 1/4  | 2T   | 1T   | 2T   | 2T   |      | -    | 1T   | 3T   | 2T   | -    |
| US Open          | 3T   | 3T   | 1/8  | 1/8  | 1T   | 1/4  | 2T   | 1/8  | 1/2  | 1/4  | 1/2  | V    | -    | 3T   | 1/4  | -    | -    | 1T   | 3T   | 1T   |      |
| Masters Cup      | -    | -    | -    | -    | -    | -    | -    | -    | 1/2  | 1/2  | 1/2  | RR   | -    | -    | -    | -    | -    | -    | -    | -    |      |
| JO               |      |      |      | 2T   |      |      |      | 1T   |      |      |      | -    |      |      |      |      | -    |      |      | 2T   |      |

## Parcours dans les tournois duGrand Chelem

### Victoires (3)
| Année | Tournoi          | Adversaire en finale | Score               |
| 2014  | Open d'Australie | Rafael Nadal         | 6-3, 6-2, 3-6, 6-3  |
| 2015  | Roland-Garros    | Novak Djokovic       | 4-6, 6-4, 6-3, 6-4  |
| 2016  | US Open          | Novak Djokovic       | 61-7, 6-4, 7-5, 6-3 |

### Finale (1)
| Année | Tournoi       | Adversaire en finale | Score         |
| 2017  | Roland-Garros | Rafael Nadal         | 2-6, 3-6, 1-6 |

### En simple
| Année | Open d'Australie | Open d'Australie | Internationaux de France | Internationaux de France | Wimbledon       | Wimbledon       | US Open         | US Open          |
| ----- | ---------------- | ---------------- | ------------------------ | ------------------------ | --------------- | --------------- | --------------- | ---------------- |
| 2005  | —                | —                | 3e tour (1/16)           | Mariano Puerta           | 1er tour (1/64) | Fabrice Santoro | 3e tour (1/16)  | Nicolás Massú    |
| 2006  | 2e tour (1/32)   | David Nalbandian | 1er tour (1/64)          | David Nalbandian         | 3e tour (1/16)  | Mario Ančić     | 3e tour (1/16)  | Tommy Robredo    |
| 2007  | 3e tour (1/16)   | Rafael Nadal     | 2e tour (1/32)           | Ivan Ljubičić            | 1er tour (1/64) | Michaël Llodra  | 1/8 de finale   | J. I. Chela      |
| 2008  | 2e tour (1/32)   | Marc Gicquel     | 3e tour (1/16)           | Fernando González        | 1/8 de finale   | Marat Safin     | 1/8 de finale   | Andy Murray      |
| 2009  | 3e tour (1/16)   | Tomáš Berdych    | 3e tour (1/16)           | Nikolay Davydenko        | 1/8 de finale   | Andy Murray     | 1er tour (1/64) | Nicolás Lapentti |
| 2010  | 3e tour (1/16)   | Marin Čilić      | 1/8 de finale            | Roger Federer            | 1er tour (1/64) | Denis Istomin   | 1/4 de finale   | Mikhail Youzhny  |
| 2011  | 1/4 de finale    | Roger Federer    | 1/8 de finale            | Roger Federer            | 2e tour (1/32)  | Simone Bolelli  | 2e tour (1/32)  | Donald Young     |
| 2012  | 3e tour (1/16)   | Nicolás Almagro  | 1/8 de finale            | Jo-Wilfried Tsonga       | 1er tour (1/64) | Jürgen Melzer   | 1/8 de finale   | Novak Djokovic   |
| 2013  | 1/8 de finale    | Novak Djokovic   | 1/4 de finale            | Rafael Nadal             | 1er tour (1/64) | Lleyton Hewitt  | 1/2 finale      | Novak Djokovic   |
| 2014  | Victoire         | Rafael Nadal     | 1er tour (1/64)          | G. García-López          | 1/4 de finale   | Roger Federer   | 1/4 de finale   | Kei Nishikori    |
| 2015  | 1/2 finale       | Novak Djokovic   | Victoire                 | Novak Djokovic           | 1/4 de finale   | Richard Gasquet | 1/2 finale      | Roger Federer    |
| 2016  | 1/8 de finale    | Milos Raonic     | 1/2 finale               | Andy Murray              | 2e tour (1/32)  | J. M. del Potro | Victoire        | Novak Djokovic   |
| 2017  | 1/2 finale       | Roger Federer    | Finale                   | Rafael Nadal             | 1er tour (1/64) | Daniil Medvedev | —               | —                |
| 2018  | 2e tour (1/32)   | Tennys Sandgren  | 1er tour (1/64)          | G. García-López          | 2e tour (1/32)  | Thomas Fabbiano | 3e tour (1/16)  | Milos Raonic     |
| 2019  | 2e tour (1/32)   | Milos Raonic     | 1/4 de finale            | Roger Federer            | 2e tour (1/32)  | Reilly Opelka   | 1/4 de finale   | Daniil Medvedev  |
| 2020  | 1/4 de finale    | Alexander Zverev | 3e tour (1/16)           | Hugo Gaston              | Annulé          | Annulé          | —               | —                |
| 2021  | 2e tour (1/32)   | Márton Fucsovics | —                        | —                        | —               | —               | —               | —                |
| 2022  | —                | —                | 1er tour (1/64)          | Corentin Moutet          | 1er tour (1/64) | Jannik Sinner   | 1er tour (1/64) | Corentin Moutet  |
| 2023  | 1er tour (1/64)  | Alex Molčan      | 2e tour (1/32)           | Thanasi Kokkinakis       | 3e tour (1/16)  | Novak Djokovic  | 3e tour (1/16)  | Jannik Sinner    |
| 2024  | 1er tour (1/64)  | Adrian Mannarino | 2e tour (1/32)           | Pavel Kotov              | 2e tour (1/32)  | Gaël Monfils    | 1er tour (1/64) | Mattia Bellucci  |
| 2025  | 1er tour (1/64)  | Lorenzo Sonego   | 1er tour (1/64)          | Jacob Fearnley           | —               | —               |                 |                  |

N.B. : à droite du résultat se trouve le nom de l'ultime adversaire.

### En double messieurs
| Année | Open d'Australie                                                                | Open d'Australie                                                                 | Internationaux de France                                                          | Internationaux de France                                                             | Wimbledon | Wimbledon | US Open                                                                            | US Open |
| ----- | ------------------------------------------------------------------------------- | -------------------------------------------------------------------------------- | --------------------------------------------------------------------------------- | ------------------------------------------------------------------------------------ | --------- | --------- | ---------------------------------------------------------------------------------- | ------- |
| 2005  | —                                                                               | —                                                                                | —                                                                                 | —                                                                                    | —         | —         | 1er tour (1/32) C. Rochus \|\| style="text-align:left;" \| I. Andreev N. Davydenko |         |
| 2006  | 1/8 de finale C. Rochus \|\| style="text-align:left;" \| A. Fisher J. Gimelstob | 1/8 de finale Y. Allegro \|\| style="text-align:left;" \| M. Bhupathi X. Malisse | 1er tour (1/32) C. Rochus \|\| style="text-align:left;" \| J. Goodall R. Hutchins | —                                                                                    | —         |           |                                                                                    |         |
| 2007  | —                                                                               | —                                                                                | 1er tour (1/32) G. Simon \|\| style="text-align:left;" \| A. Clément M. Llodra    | 1er tour (1/32) M. Baghdatís \|\| style="text-align:left;" \| Amer Delić B. Reynolds | —         | —         |                                                                                    |         |

N.B. : le nom du partenaire se trouve sous le résultat ; les noms des ultimes adversaires se trouvent à droite.

## Parcours auMasters
| Année | Lieu    | Résultat    | Tour           | Adversaires                                            | Victoire / Défaite                | Scores                                            |
| ----- | ------- | ----------- | -------------- | ------------------------------------------------------ | --------------------------------- | ------------------------------------------------- |
| 2013  | Londres | Demi-finale | Demi-finale RR | Novak Djokovic David Ferrer Rafael Nadal Tomáš Berdych | Défaite Victoire Défaite Victoire | 3-6, 3-6 63-7, 6-4, 6-1 65-7, 66-7 6-3, 60-7, 6-3 |
| 2014  | Londres | Demi-finale | Demi-finale RR | Roger Federer Marin Čilić Novak Djokovic Tomáš Berdych | Défaite Victoire Défaite Victoire | 6-4, 5-7, 66-7 6-3, 4-6, 6-3 3-6, 0-6 6-1, 6-1    |
| 2015  | Londres | Demi-finale | Demi-finale RR | Roger Federer Andy Murray David Ferrer Rafael Nadal    | Défaite Victoire Défaite          | 5-7, 3-6 7-64, 6-4 7-5, 6-2 3-6, 2-6              |
| 2016  | Londres | Round Robin | RR             | Andy Murray Marin Čilić Kei Nishikori                  | Défaite Victoire Défaite          | 4-6, 2-6 7-63, 7-63 2-6, 3-6                      |
| 2017  | Londres | Forfait     | Forfait        | Forfait                                                | Forfait                           | Forfait                                           |

## Parcours dans lesMasters 1000
| Année | Indian Wells              | Miami                       | Monte-Carlo                | Rome                          | Hambourg                      | Canada                    | Cincinnati                 | Madrid                    | Paris                      |
| ----- | ------------------------- | --------------------------- | -------------------------- | ----------------------------- | ----------------------------- | ------------------------- | -------------------------- | ------------------------- | -------------------------- |
| 2005  | —                         | —                           | —                          | 2e tour F. Verdasco           | —                             | 1er tour G. Rusedski      | —                          | —                         | 2e tour J. C. Ferrero      |
| 2006  | 2e tour O. Rochus         | 2e tour F. González         | 1er tour A. Di Mauro       | 1er tour F. González          | 1er tour A. Seppi             | —                         | 1/8 de finale F. González  | —                         | 2e tour R. Gasquet         |
| 2007  | —                         | —                           | —                          | 1er tour A. Montañés          | 1er tour J. C. Ferrero        | 2e tour M. Youzhny        | 1er tour L. Hewitt         | 1er tour N. Kiefer        | 1/8 de finale R. Nadal     |
| 2008  | 1/4 de finale N. Djokovic | 2e tour R. Söderling        | 1er tour T. Robredo        | Finale N. Djokovic            | 2e tour N. Kiefer             | 1/8 de finale A. Murray   | —                          | 1/8 de finale F. López    | 2e tour T. Berdych         |
|       | Indian Wells              | Miami                       | Monte-Carlo                | Rome                          | Madrid                        | Canada                    | Cincinnati                 | Shanghai                  | Paris                      |
| 2009  | 1/8 de finale N. Djokovic | 1/8 de finale R. Nadal      | 1/2 finale N. Djokovic     | 1/8 de finale J. M. del Potro | 1/8 de finale J. M. del Potro | 1/8 de finale R. Federer  | 1er tour D. Ferrer         | 1/8 de finale R. Štěpánek | 1er tour D. Guez           |
| 2010  | —                         | 3e tour M. Youzhny          | 1/8 de finale N. Djokovic  | 1/4 de finale R. Nadal        | 1/8 de finale R. Federer      | 2e tour R. Nadal          | 2e tour J. Benneteau       | 2e tour R. Nadal          | 1/8 de finale R. Söderling |
|       | Indian Wells              | Miami                       | Monte-Carlo                | Madrid                        | Rome                          | Canada                    | Cincinnati                 | Shanghai                  | Paris                      |
| 2011  | 1/4 de finale R. Federer  | 2e tour M. Granollers       | —                          | 1er tour G. García-López      | 1/8 de finale N. Djokovic     | 1/4 de finale M. Fish     | 1er tour A. Golubev        | 1/8 de finale A. Murray   | 1er tour J. Isner          |
| 2012  | 3e tour G. Simon          | —                           | 1/4 de finale R. Nadal     | 1/8 de finale N. Djokovic     | 1/8 de finale A. Seppi        | —                         | 1/2 finale R. Federer      | 1/8 de finale R. Federer  | 1/8 de finale D. Ferrer    |
| 2013  | 1/8 de finale R. Federer  | —                           | 1/4 de finale J.-W. Tsonga | Finale R. Nadal               | 2e tour Forfait               | 2e tour B. Paire          | 2e tour T. Robredo         | 1/4 de finale R. Nadal    | 1/4 de finale N. Djokovic  |
| 2014  | 1/8 de finale K. Anderson | 1/8 de finale A. Dolgopolov | Victoire R. Federer        | 2e tour D. Thiem              | 1/8 de finale T. Haas         | 1/8 de finale K. Anderson | 1/4 de finale J. Benneteau | 2e tour G. Simon          | 1/8 de finale K. Anderson  |
| 2015  | 2e tour R. Haase          | 3e tour A. Mannarino        | 1/8 de finale G. Dimitrov  | 1/8 de finale G. Dimitrov     | 1/2 finale R. Federer         | 2e tour N. Kyrgios        | 1/4 de finale N. Djokovic  | 1/4 de finale R. Nadal    | 1/2 finale N. Djokovic     |
| 2016  | 1/8 de finale D. Goffin   | 2e tour A. Kuznetsov        | 1/4 de finale R. Nadal     | 2e tour N. Kyrgios            | 1/8 de finale J. Mónaco       | 1/2 finale K. Nishikori   | 1/8 de finale G. Dimitrov  | 1/8 de finale G. Simon    | 2e tour J.-L. Struff       |
| 2017  | Finale R. Federer         | 1/8 de finale A. Zverev     | 1/8 de finale P. Cuevas    | 2e tour B. Paire              | 1/8 de finale J. Isner        | —                         | —                          | —                         | —                          |
| 2018  | —                         | —                           | —                          | —                             | 1er tour S. Johnson           | 1/8 de finale R. Nadal    | 1/4 de finale R. Federer   | 1er tour B. Ćorić         | —                          |
| 2019  | 3e tour R. Federer        | 2e tour F. Krajinović       | 2e tour M. Cecchinato      | 1/4 de finale R. Nadal        | 1er tour D. Goffin            | 2e tour K. Khachanov      | 2e tour A. Rublev          | —                         | 1/8 de finale R. Nadal     |
| 2020  | n.o.                      | n.o.                        | n.o.                       | n.o.                          | 1er tour L. Musetti           | n.o.                      | —                          | n.o.                      | 1/4 de finale A. Zverev    |
|       |                           |                             |                            |                               |                               |                           |                            |                           |                            |
| 2022  | —                         | —                           | 1er tour A. Bublik         | —                             | 1/8 de finale N. Djokovic     | 1er tour E. Ruusuvuori    | 1er tour A. Murray         | n.o.                      | 1er tour H. Rune           |
| 2023  | 1/8 de finale J. Sinner   | —                           | 2e tour T. Fritz           | 2e tour A. Rublev             | 2e tour G. Dimitrov           | —                         | 1/8 de finale M. Purcell   | 1er tour D. Lajović       | 1er tour D. Thiem          |
| 2024  | 1er tour T. Macháč        | —                           | 1er tour A. de Minaur      | —                             | —                             | —                         | —                          | 2e tour F. Cobolli        | —                          |
| 2025  | —                         | —                           | 1er tour A. Tabilo         | —                             | —                             | —                         |                            |                           |                            |

N.B. : sous le résultat se trouve le nom de l’ultime adversaire.

## Confrontations avec ses principaux adversaires
Confrontations avec ses principaux adversaires depuis le début de sa carrière professionnelle en 2002 lors des différents tournois ATP et rencontres de Coupe Davis (membres qui ont déjà intégré le top 10 et qu'il a rencontré au moins 7 fois). Classement par pourcentage de victoires. Mis à jour le 29 mai 2024.
Les joueurs retraités sont en gris.
| Joueur                | Meilleur classement | Confrontations | Victoires | Défaites | Pourcentage de victoires | Dernière confrontation                                |
| --------------------- | ------------------- | -------------- | --------- | -------- | ------------------------ | ----------------------------------------------------- |
| Roger Federer         | 1                   | 26             | 3         | 23       | 11,5                     | défaite (64-7, 6-4, 65-7, 4-6) à Roland-Garros 2019   |
| Rafael Nadal          | 1                   | 22             | 3         | 19       | 13,6                     | défaite (4-6, 4-6) au Masters de Paris-Bercy 2019     |
| Novak Djokovic        | 1                   | 27             | 6         | 21       | 22,2                     | défaite (3-6, 1-6, 65-7) au tournoi de Wimbledon 2023 |
| Tommy Robredo         | 5                   | 9              | 3         | 6        | 33,3                     | victoire (7-5, 4-6, 7-67, 6-2) à l'US Open 2014       |
| Radek Štěpánek        | 8                   | 7              | 3         | 4        | 42,9                     | victoire (6-2, 6-3, 6-4) à l'Open d'Australie 2016    |
| Juan Martín del Potro | 3                   | 7              | 3         | 4        | 42,9                     | victoire (7-65, 4-6, 6-3, 6-2) à l'US Open 2016       |
| Andy Murray           | 1                   | 23             | 10        | 13       | 43,5                     | victoire (6-4, 6-4, 6-2) à Roland-Garros 2024         |
| David Ferrer          | 3                   | 14             | 7         | 7        | 50                       | victoire (7-5, 6-2) au Masters 2015                   |
| Grigor Dimitrov       | 3                   | 13             | 7         | 6        | 53,8                     | défaite (4-6, 63-7) au Masters de Rome 2023           |
| Kevin Anderson        | 5                   | 9              | 5         | 4        | 55,6                     | victoire (6-1, 6-3) au Masters du Canada 2016         |
| Gilles Simon          | 6                   | 8              | 5         | 3        | 62,5                     | victoire (6-3, 66-7, 6-2) au tournoi d'Anvers 2019    |
| Milos Raonic          | 3                   | 8              | 5         | 3        | 62,5                     | victoire (6-4, 7-64) au tournoi de Rotterdam 2019     |
| Jo-Wilfried Tsonga    | 5                   | 8              | 5         | 3        | 62,5                     | victoire (7-62, 6-4, 6-3) à l'Open d'Australie 2017   |
| Kei Nishikori         | 4                   | 11             | 7         | 4        | 63,6                     | victoire (6-3, 7-63) au Masters de Madrid 2019        |
| David Nalbandian      | 3                   | 9              | 6         | 3        | 66,7                     | victoire (6-1, 6-4) au Masters du Canada 2011         |
| Nicolás Almagro       | 9                   | 9              | 6         | 3        | 66,7                     | victoire (6-3, 6-2) au Masters de Paris-Bercy 2013    |
| Tomáš Berdych         | 4                   | 16             | 11        | 5        | 68,8                     | victoire (4-6, 6-3, 6-4) au tournoi de Rotterdam 2015 |
| Marin Čilić           | 3                   | 15             | 13        | 2        | 86,7                     | victoire (7-63, 7-65) au Masters de Paris-Bercy 2019  |

## Classements ATP en fin de saison
| Année          | 2001 | 2002 | 2003 | 2004 | 2005 | 2006 | 2007 | 2008 | 2009 | 2010 | 2011 | 2012 | 2013 | 2014 | 2015 | 2016 | 2017 | 2018 | 2019 | 2020 | 2021 | 2022 | 2023 | 2024 |
| Rang en simple | 1044 | 690  | 169  | 162  | 55   | 30   | 36   | 13   | 21   | 21   | 17   | 17   | 8    | 4    | 4    | 4    | 9    | 66   | 16   | 18   | 81   | 149  | 49   | 161  |
| Rang en double | 724  | 1454 | 560  | 288  | 851  | 91   | 432  | 236  | 100  | 384  | 101  | 203  | 175  | 95   | 183  | 569  | 547  | –    | 291  | 281  | 529  | 1081 | 205  | –    |

Source : (en) Classements de Stanislas Wawrinka sur le site officiel de la Fédération internationale de tennis

## Distinctions
- 2008 Swiss Team of the Year Award
- Porte-drapeau de la délégation suisse aux Jeux olympiques d'été de 2012
- Prix Suisse de l'année en 2013[264]
- Sportif suisse de l'année 2015[265]

## Vie personnelle
Il s'est marié le 15 décembre 2009 avec Ilham Vuilloud (née le 24 février 1974), présentatrice de télévision et mannequin de mode. Le 12 février 2010, elle donne naissance à leur premier enfant, Alexia. Le 4 janvier 2011, les médias suisses annoncent la séparation du couple. Il s'installe seul à Saint-Barthélemy. En février 2012, Wawrinka annonce qu'Ilham Vuilloud et lui sont de nouveau en couple; ils vivent à Coppet. Finalement, le 19 avril 2015, Stanislas Wawrinka publie un communiqué sur Twitter annonçant qu'Ilham Vuilloud et lui ont décidé de se séparer à nouveau.
Il est un grand fan du Lausanne Hockey Club.
Stanislas Wawrinka, ami du comique Kev Adams, est intervenu comme producteur de son film Maison de retraite (sorti en 2022) et a permis d'en boucler le financement. Il y fait également une courte apparition, dans le rôle d'un élu lors de l'inauguration. En 2022, il apparaît également dans l'épisode 8 de la série humoristique Le Flambeau,.

## Filmographie
Sauf indication contraire, les informations mentionnées dans cette section peuvent être confirmées par la base de données cinématographiques IMDb,  présente dans la section « Liens externes ».
Stanislas Wawrinka a joué des rôles mineurs dans deux productions :
- 2022 : Maison de retraite : l'élu lors de l'inauguration - également producteur associé du film
- 2022 : Le Flambeau : Les Aventuriers de Chupacabra (série télévisée), épisode 8 : lui-même